# Histoire de la République dominicaine

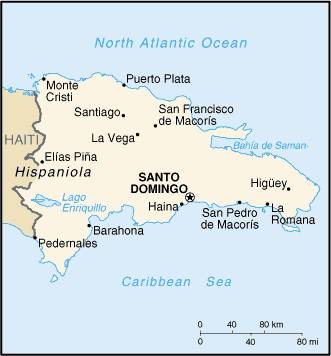
République dominicaine au présent

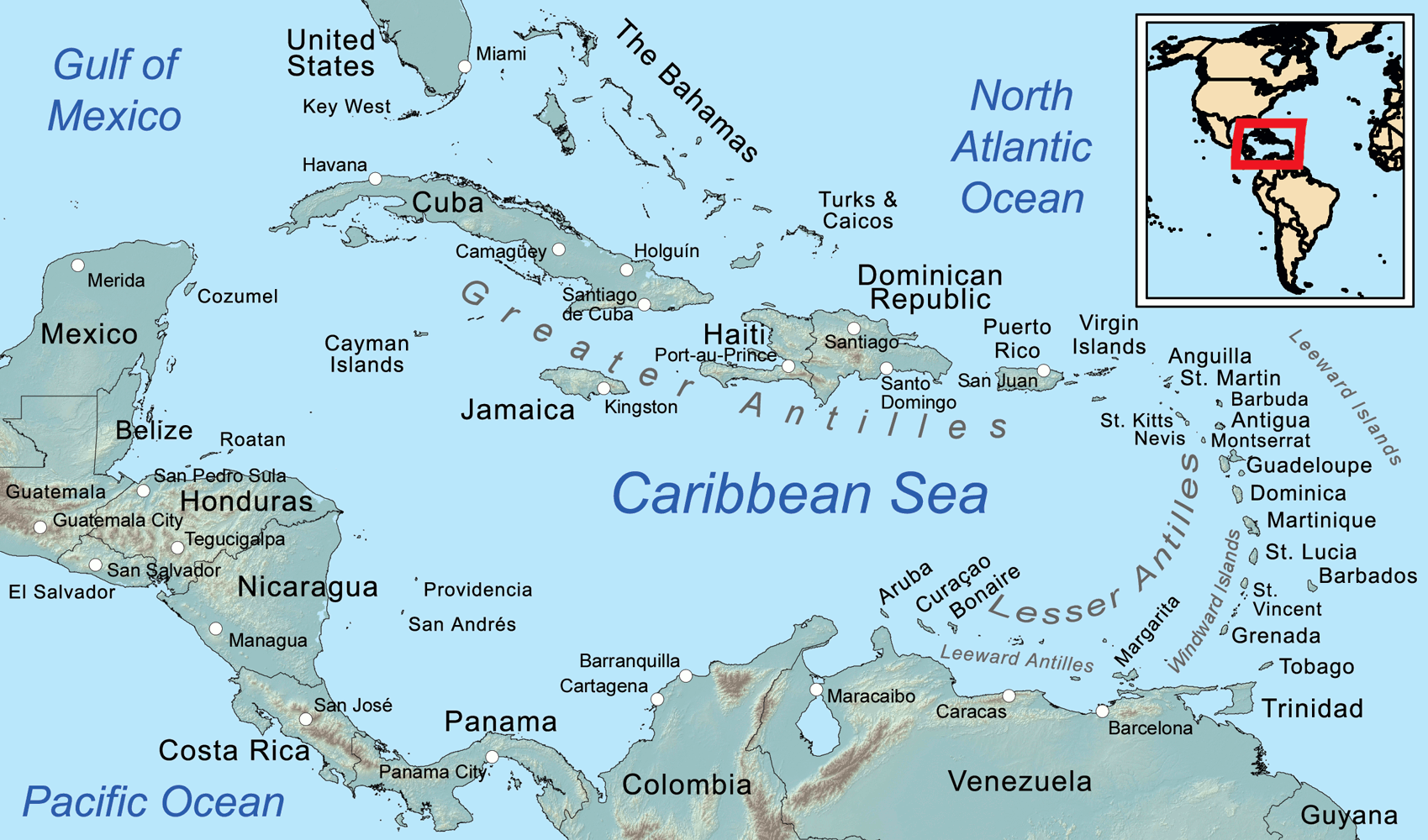
Espace caraïbe

La République dominicaine occupe les deux-tiers de l'est de l'île appelée Hispaniola, dans les Grandes Antilles, sur une superficie de 48 670 km2, avec une population de 10 499 707 Dominicains au recensement de 2018.
Le tiers occidental de l'île appartient à Haïti.
Christophe Colomb découvre l'île, alors peuplée par les Taïnos, le 5 décembre 1492 lors de son premier voyage vers les Amériques. Il y établit la première colonie espagnole. La France établit à son tour une colonie de l'autre côté de l'île. Les deux colonies qui deviennent, au XIXe siècle, la République dominicaine côté espagnol, et la république d'Haïti côté français, se livreront bataille durant de longues décennies.
La République dominicaine prend officiellement son indépendance le 27 février 1844, mais l'Histoire du pays depuis lors est marquée par une grande instabilité politique et des interventions étrangères, notamment de la part des États-Unis.

## Confusions autour du nom Saint-Domingue
Saint-Domingue (Santo Domingo en espagnol), paronyme de Saint-Dominique, est un nom qui recouvre plusieurs entités territoriales différentes, sources de nombreuses confusions :
- Saint-Domingue est le nom donné à la ville fondée par les colons espagnols, aujourd'hui capitale de la République dominicaine ;
- Saint-Domingue désigne par extension la colonie espagnole dont la ville a donné le nom (Capitainerie générale de Saint-Domingue, devenue la République dominicaine) ;
- Saint-Domingue est également le nom donné à l'île d'Hispaniola, qui au début de la colonisation appartenait entièrement aux Espagnols ;
- Saint-Domingue est enfin devenu aussi le nom de la colonie française, située sur la partie ouest de l'île, et dont est issu l’actuel État d’Haïti.

## Époque pré-colombienne

Migrations taïnos.

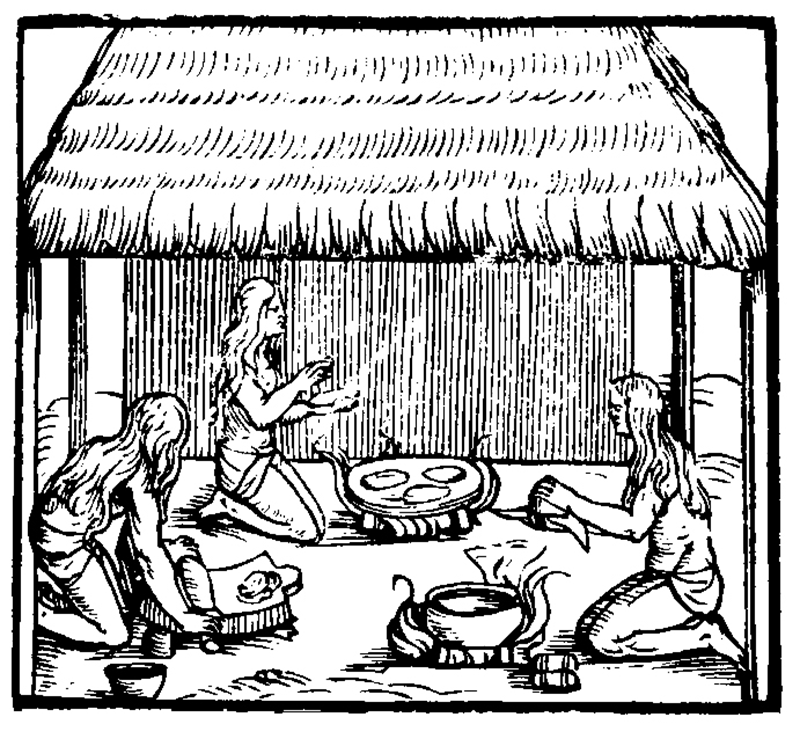
Femmes taïnos préparant le pain de cassave.

Des migrations successives d'Arawaks, venant du delta de l'Orénoque en Amérique du Sud, colonisent les îles des Caraïbes. Autour de 600 avant Jésus-Christ, les Taïnos, issus des Arawaks, arrivent sur l'île, déplaçant les habitants précédents, les Ciboneys. Les derniers migrants arawaks, les Kalinagos (Caraïbes), commencent à investir les Petites Antilles vers 1100, et étaient en train d'attaquer les villages taïnos sur la côte est lorsque les Espagnols débarquent en 1492, marquant ainsi le point de départ d'une nouvelle phase historique. Avant l'arrivée des Conquistadors, l'île, qui s'appelait à l'époque Quisqueya, était occupée par des tribus de pêcheurs et d'agriculteurs. Leur répartition géographique est aujourd'hui pratiquement impossible à déterminer du fait que ces tribus étaient très mobiles d'une part et qu'elles furent décimées très rapidement après l'arrivée des Européens, d'autre part. Très peu de preuves attestent encore leur existence. On peut toutefois citer quatre grandes ethnies : les Lucayos, les Ciguayos, les Taïnos et les Kalinagos (Caraïbes).

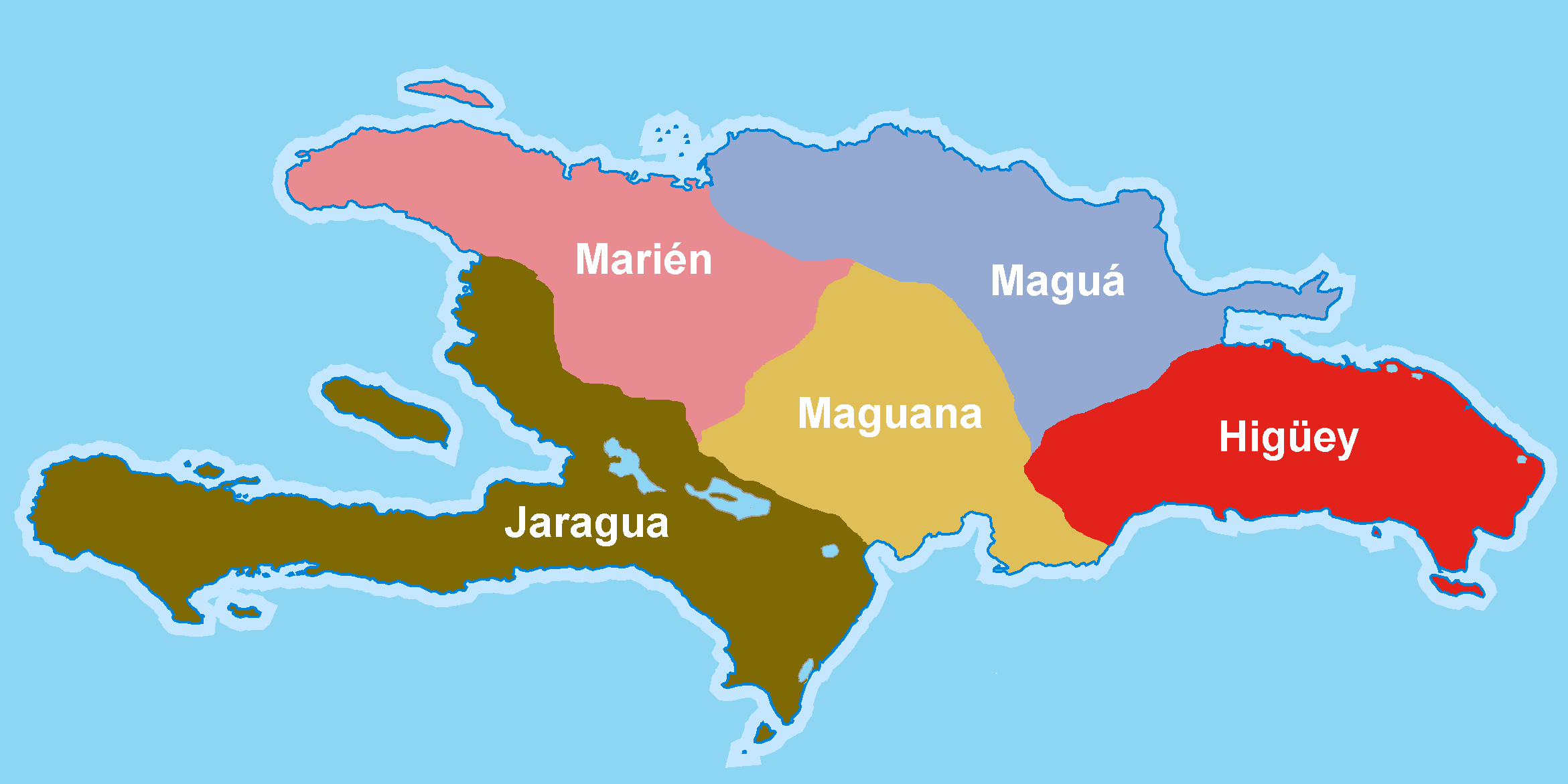
Les cinq caciquats de l'île d'Hispaniola avant l'arrivée des colons espagnols.

En 1492, l'île comptait cinq caciquats : Marién, Maguá, Maguana, Jaragua et Higüey qui étaient gouvernés par cinq caciques respectivement : Guacanagarix, Guarionex, Caonabo, Bohechío et Cayacoa.

## Période coloniale espagnole (1494-1795)

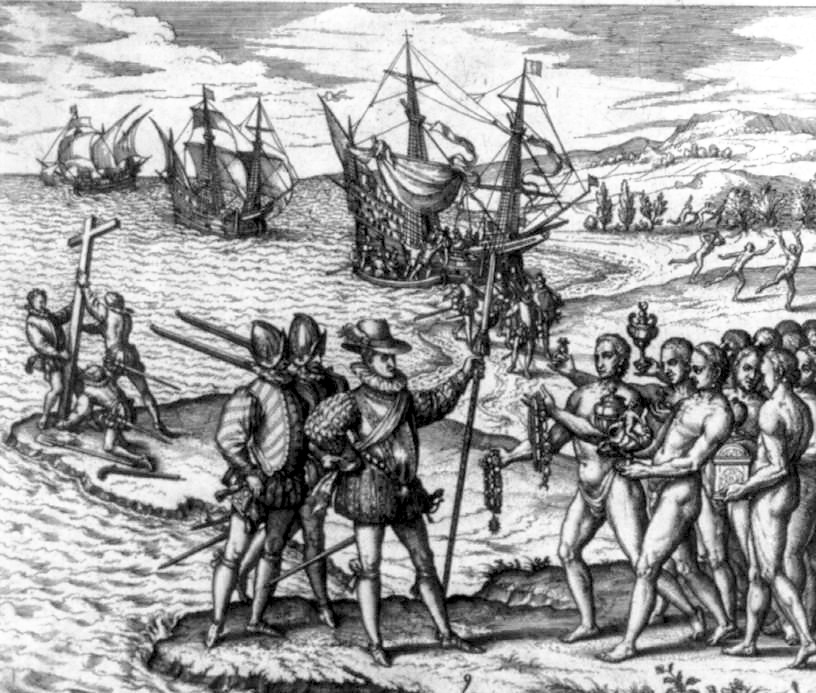
Christophe Colomb débarquant à Hispaniola, gravure de Théodore de Bry (1594).

### Arrivée des colons (1492-1495)

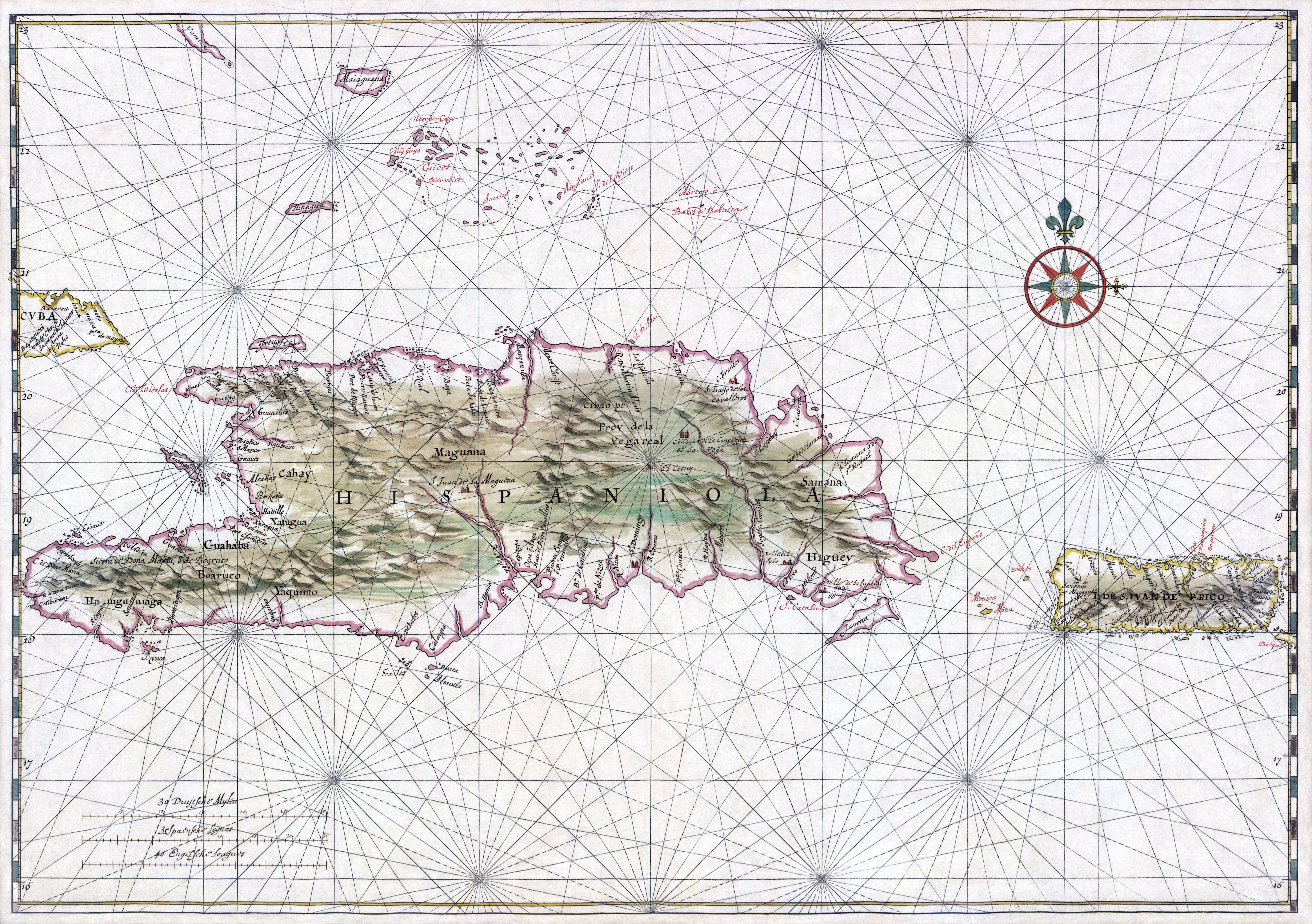
Ancienne carte Hispaniola et Puerto Rico, autour de 1639.

Christophe Colomb arrive sur l'île avec ses hommes le 5 décembre 1492. Les Amérindiens l'accueillent comme s'il était un dieu. Le découvreur baptise l'île « Hispaniola » (Île espagnole). Le système égalitaire des taïnos fait alors face à la société féodale européenne. Les Européens croient alors que les taïnos sont faibles et les traitent avec violence. Colomb tente de mitiger cela quand il quitte l'île avec ses hommes et laisse une première bonne impression.
Colomb conclut une alliance forte avec Guacanagarix, qui était un chef puissant de l'île. Après le naufrage de la Santa María la nuit de Noël, il décide de construire une petite forteresse qui appelle justement « La Nativité » avec une garnison d'hommes qui pourront l'aider à revendiquer cette possession. Malgré la richesse et la beauté de l'île, la garnison est secouée par des divisions qui débouchent sur un conflit entre les premiers Européens installés sur l'île. Certains d'entre eux commencent alors à terroriser les membres des tribus taïnos Ciguayo et Macorix jusqu'à essayer de kidnapper leurs femmes.
Perçu comme faible par les Espagnols et même par certains membres de sa propre tribu, Guacanagarix tente d'arriver à un accord avec les colons. Le puissant cacique de Maguana, Caonabo, ne peut supporter ces affronts et attaque les Européens en détruisant le fort « La Nativité ». Guacanagarix est consterné par le tour que prennent les évènements mais ne fait rien, probablement en espérant que ces étrangers ne reviendront pas.
En 1493, Colomb revient sur l'île lors de son second voyage et fonde la première colonie espagnole dans le Nouveau-Monde et la ville de La Isabela. En 1496, son frère Bartholomè Colomb fonde la ville de Saint Domingue sur la côte sud de l'île qui devient la nouvelle capitale qui reste aujourd'hui la plus ancienne ville européenne habitée de manière continue en Amérique,.

### Massacre des Taïnos (1492-1525)

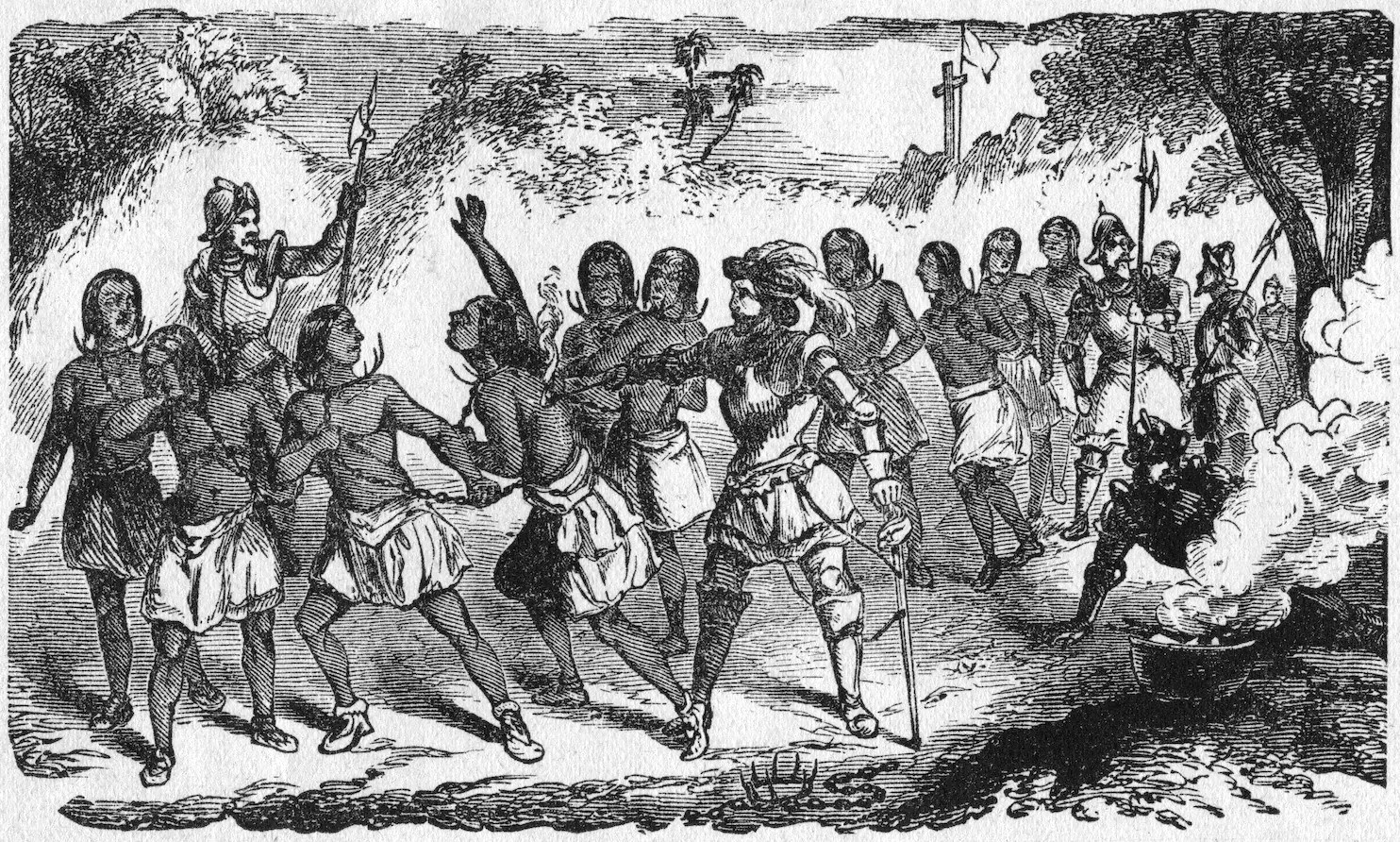
Conquistadors espagnols marquant au fer les Amérindiens réduits en esclavage.

Quand Colomb part pour une autre exploration, Francisco de Bobadilla devient gouverneur. Les accusations des colons contre Colomb au sujet de sa mauvaise gestion s'ajoutent à la situation politique tumultueuse. En 1502, Nicolás de Ovando remplace De Bobadilla à son poste de gouverneur avec le projet ambitieux d'élargir l'influence espagnole dans la région. Il traitera les Taïnos encore plus mal que ses prédécesseurs. Un rebelle, Enriquillo, prend la tête d'un groupe qui avait fui en montagne et attaque les Espagnols à différentes occasions pendant quatorze ans entre 1519 et 1533. Finalement, les Espagnols lui offrent un traité de paix et une ville en 1534. La ville ne dure pas longtemps puisque quelques années plus tard, une rébellion d'esclaves la détruit et tue ses habitants.
Mais la colonisation devient alors très violente et réduit la population locale en esclavage. Ainsi, en cinquante ans, celle-ci est exterminée par les répressions, le travail forcé dans les mines, les plantations et surtout par les épidémies. Sur les 400 000 Tainos vivant initialement sur l'île, 60 000 seraient toujours en vie en 1508, et seulement quelques douzaines en 1535. La résistance désespérée des Taínos face aux Espagnols et à l'esclavagisme s'est également traduite par de nombreux suicides collectifs.

### Arrivée des esclaves africains (1503)

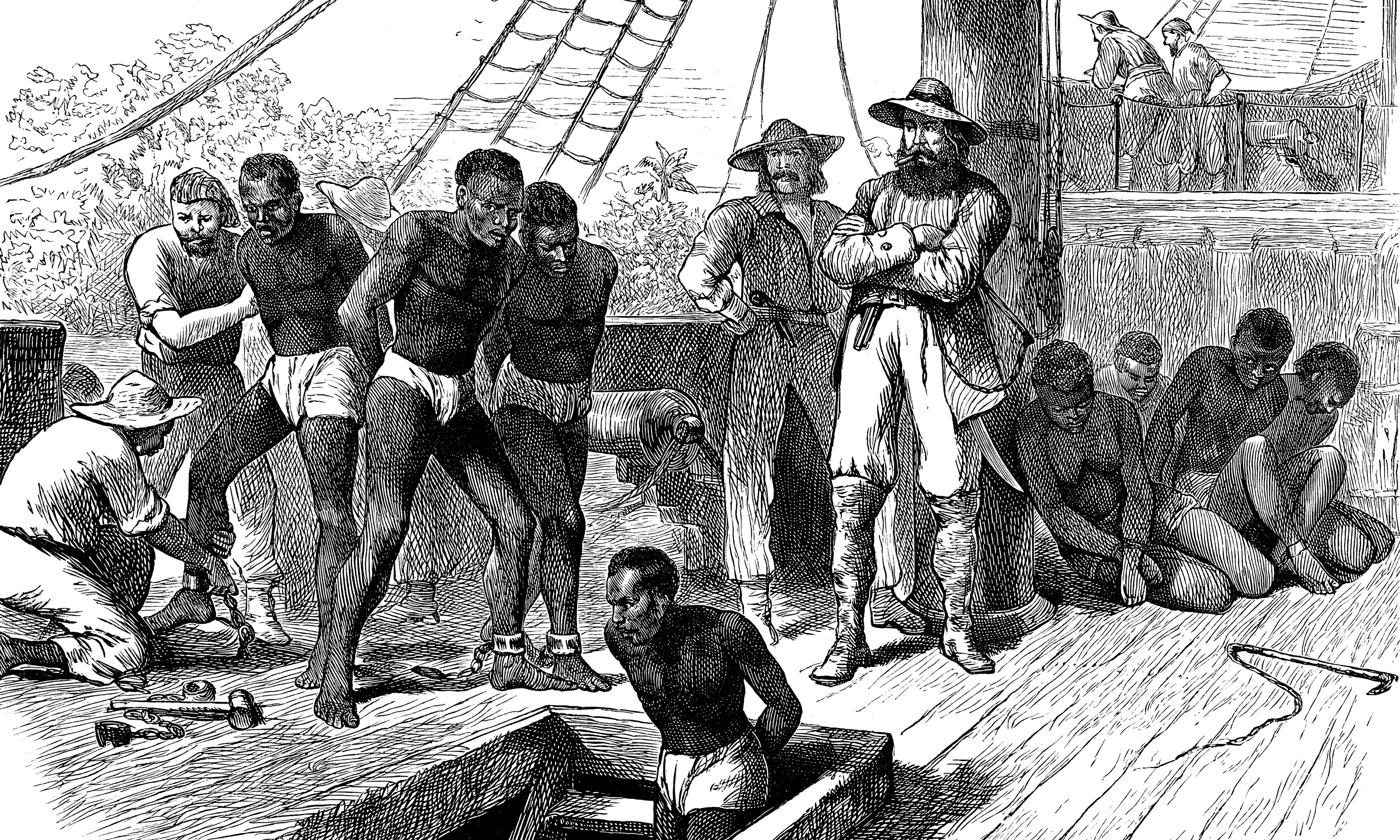
Captifs africains montant à bord d'un navire négrier.

Comme la population locale ne suffit plus pour l'extraction minière et le travail dans les plantations, les monarques espagnols, Ferdinand II d'Aragon et Isabelle la Catholique autorisent en 1501 les colons dans les Caraïbes à amener des esclaves africains. Les Espagnols capturent dès 1503 les esclaves en Afrique. L'arrivée massive d'Africains a une influence considérable sur la culture, la politique et la composition ethnique de l'île.

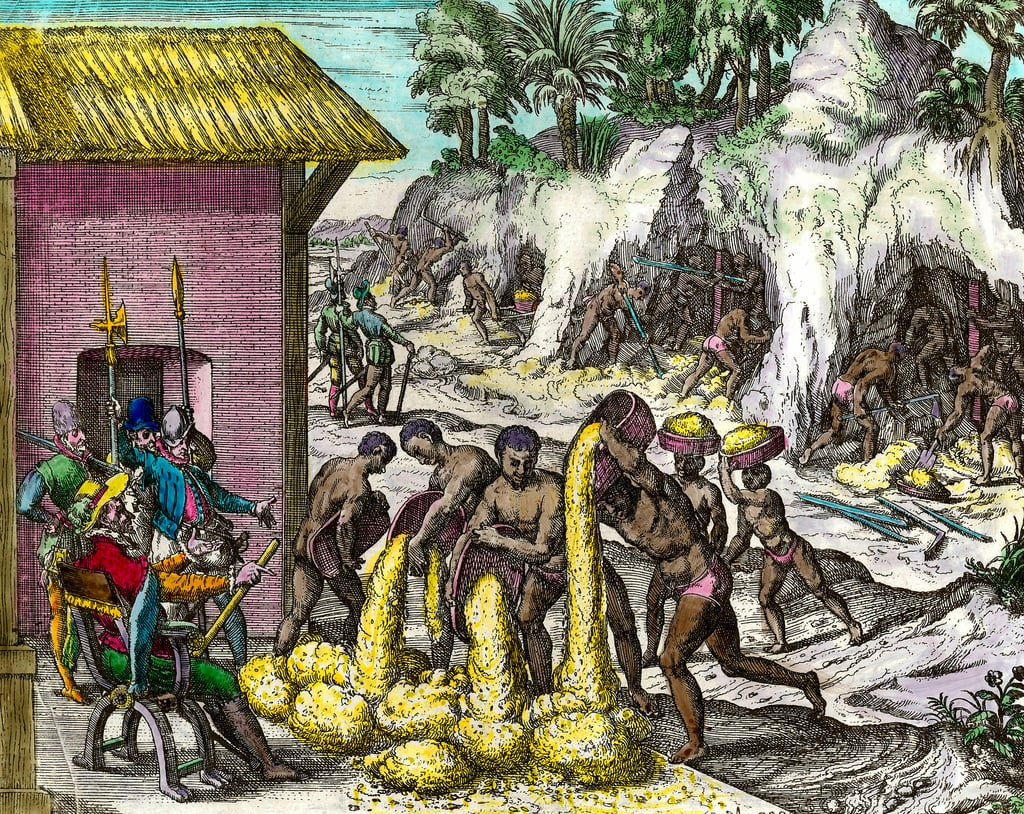
Esclaves originaire de Guinée récoltant l'or pour les colons espagnols (gravure du XVIe siècle par Théodore de Bry).

Les Noirs de même ethnie sont séparés. Cela permet à terme, de leur imposer la langue espagnole. De même, ils recevront des noms espagnols et seront convertis au christianisme. Ainsi donc la traite des Noirs constitue un ethnocide où les Africains vont perdre leurs cultures et leurs origines. Leur seule identité est désormais basée sur la couleur de leur peau (qui peut varier selon l'ethnie). Par la suite les colons britanniques, portugais et français vont eux aussi importer des esclaves africains. Dans les mentalités européennes, les Noirs sont vus comme un tout, un peuple unique. Cette perception est renforcée par les théories raciales mises en place pour légitimer cet esclavage.

### Développement de l'industrie de la canne à sucre (dès 1500)

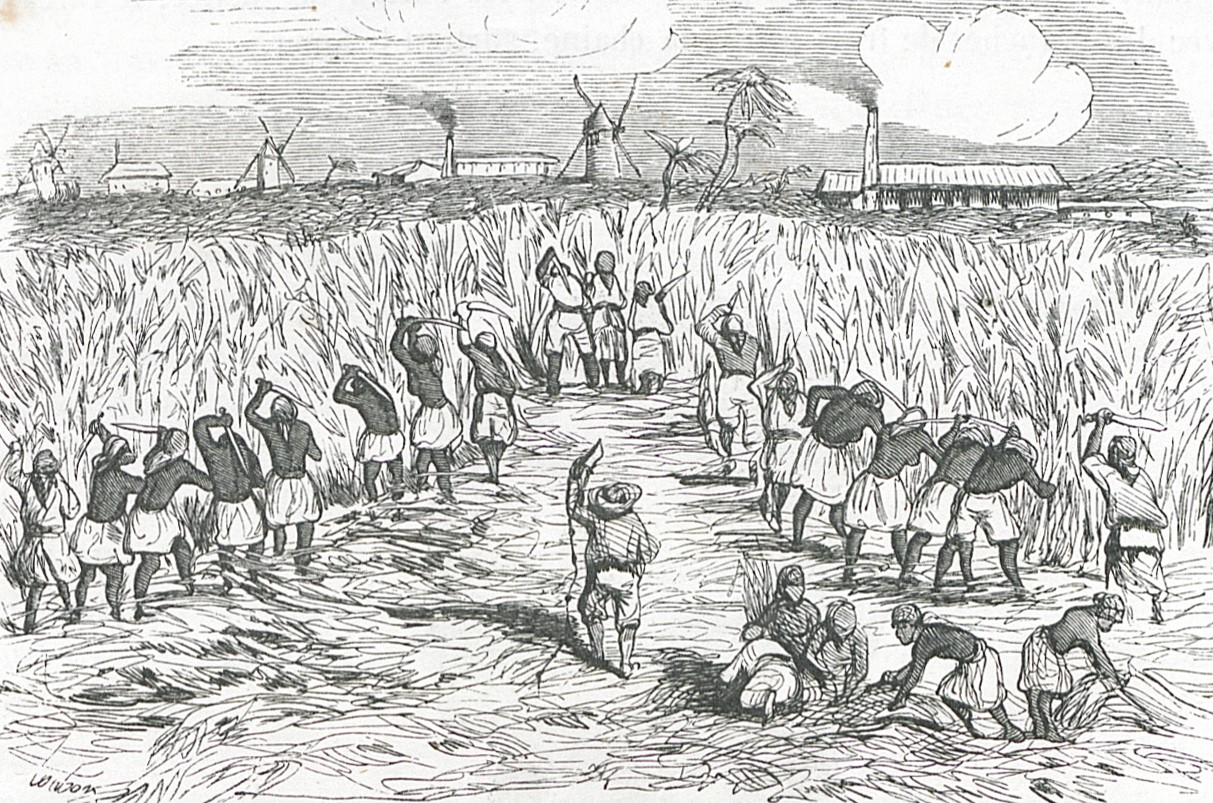
Esclaves coupant la canne.

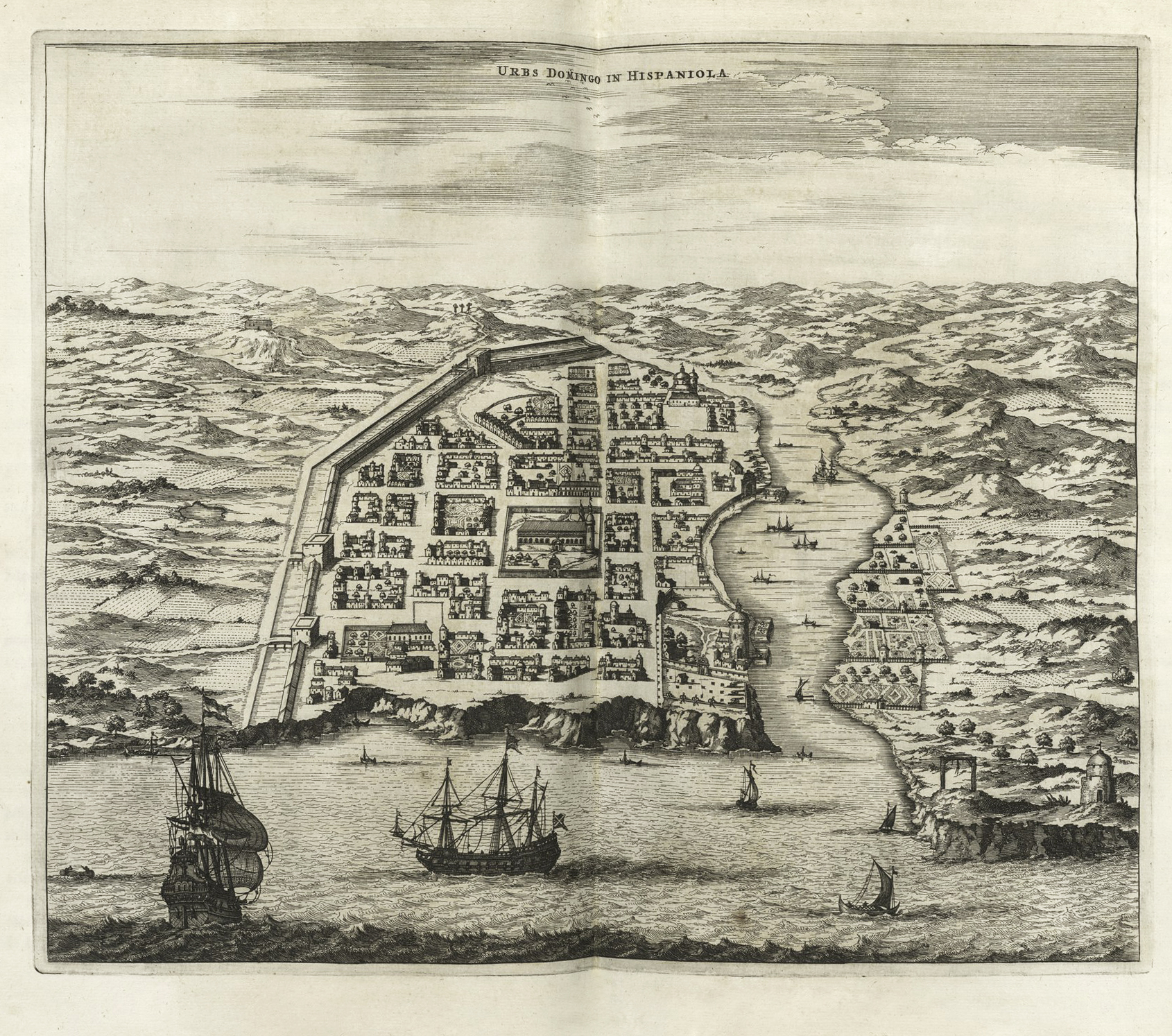
Vue de la ville de Saint-Domingue, gravure d'Arnoldus Montanus (1671)

La canne à sucre est introduite sur l'île d'Hispaniola à partir des Îles Canaries et le premier moulin de canne à sucre dans le Nouveau Monde est établi en 1516. Le besoin de main d’œuvre a fait augmenter de manière exponentielle l'importation d'esclaves africains pendant les deux décennies suivantes. Les propriétaires des moulins forment rapidement une nouvelle élite coloniale. Ils parviennent à convaincre le roi d'Espagne de pouvoir élire les membres de l'Audience royale parmi eux. Les colons les plus pauvres survivent grâce à la chasse, à l'élevage et la vente de peaux.
La première révolte d'esclaves des Amériques se déroule en 1522 à Saint Domingue, lorsque des wolofs travaillant dans une plantation de canne à sucre se soulèvent contre l'amiral Don Diego Colon, le fils de Christophe Colomb. De nombreux insurgés parviennent à s'échapper et trouvent refuge dans les montagnes où ils forment des communautés marronnes indépendantes.

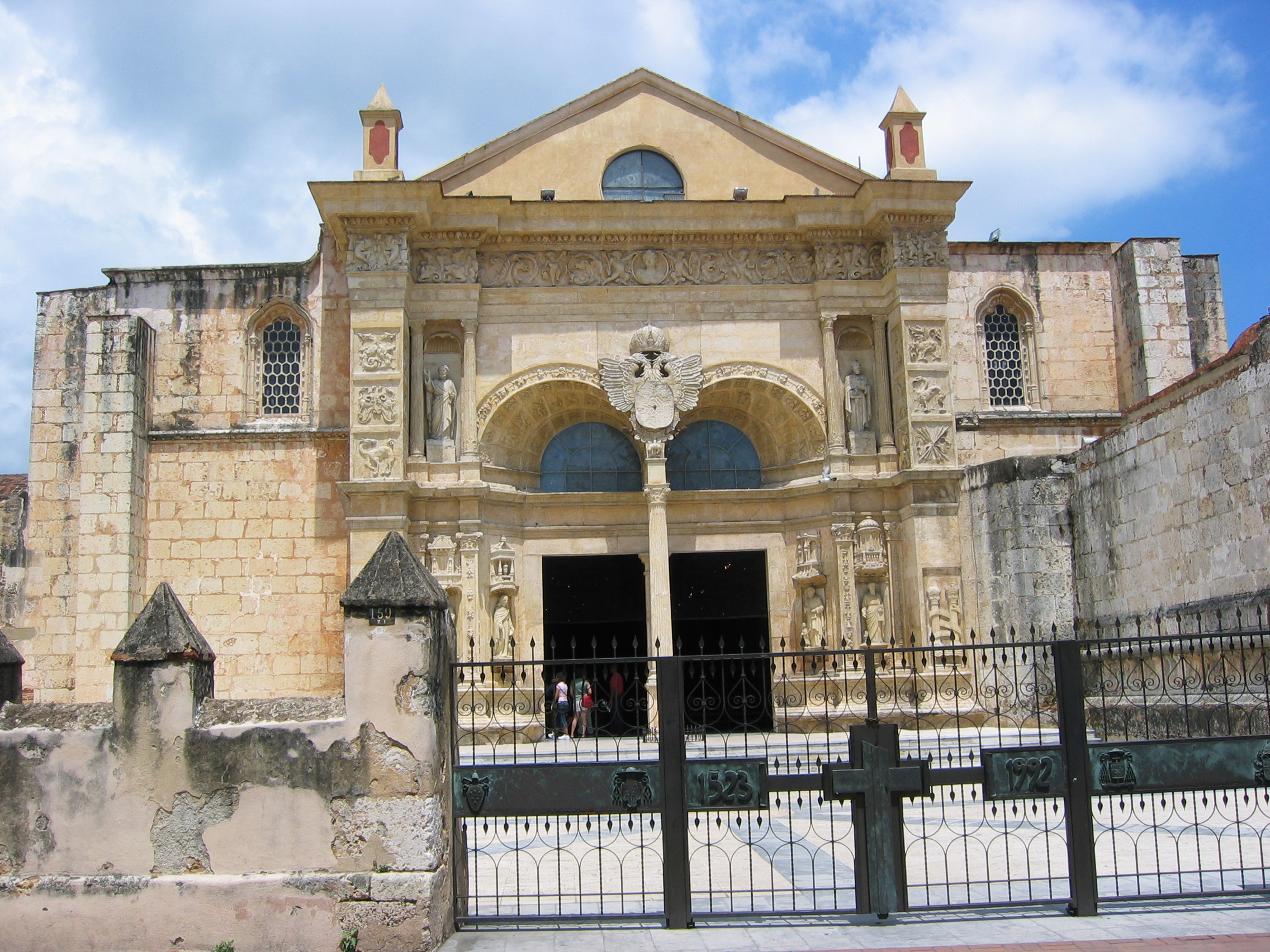
La cathédrale de Saint Domingue, première cathédrale construite dans le Nouveau Monde par les Espagnols entre 1514 et 1535.

 Bien que la canne à sucre permette d'augmenter considérablement les revenus de l'Espagne dans l'île, un grand nombre d'esclaves juste arrivés fuient dans les montagnes presque impraticables de l'intérieur de l'île et rejoignent les jeunes communautés marronnes (littéralement « animaux sauvages »). Dans les années 1530, les groupes cimarrons sont devenus si nombreux que les Espagnols ne peuvent voyager de manière sûre hors de leurs plantations qu'avec un groupe armé. Dans les années 1540, la mer des Caraïbes est envahie de pirates anglais, français et hollandais. En 1541, l'Espagne autorise la construction de la muraille de Saint Domingue et décide de limiter les voyages en mer aux convois armés. En 1561, La Havane est choisie, en raison de sa situation géographique par rapport au Gulf Stream, comme port d'attache des flottes mercantiles qui disposent un monopole réel sur le commerce des Amériques. Cette mesure va détruire l'industrie sucrière sur l'île d'Hispaniola.
En 1564, les principales villes de l'intérieur de l'île, Santiago de los Caballeros et Concepción de La Vega sont détruites par un tremblement de terre.

### Déclin colonial (1530-1600)
Avec la conquête du continent américain, Hispaniola décline rapidement. La majorité des colons espagnols abandonnent l'île pour les mines d'argent du Mexique et du Pérou et les nouveaux colons venus d'Espagne ne s'intéressent plus à l'île. L'agriculture recule, les importations des nouveaux esclaves cesse et les colons blancs, les noirs libres et les esclaves vivent conjointement dans la pauvreté. À partir de là, la hiérarchie s'effrite et la solidarité prend le dessus, ce qui donne une population mixte entre Espagnols, Africains et Taïnos. À l'exception de la ville de Saint Domingue qui parvient à maintenir quelques exportations, les ports dominicains ont été contraints de compter sur le commerce de contrebande, devenu avec l'élevage la seule ressources pour les habitants.

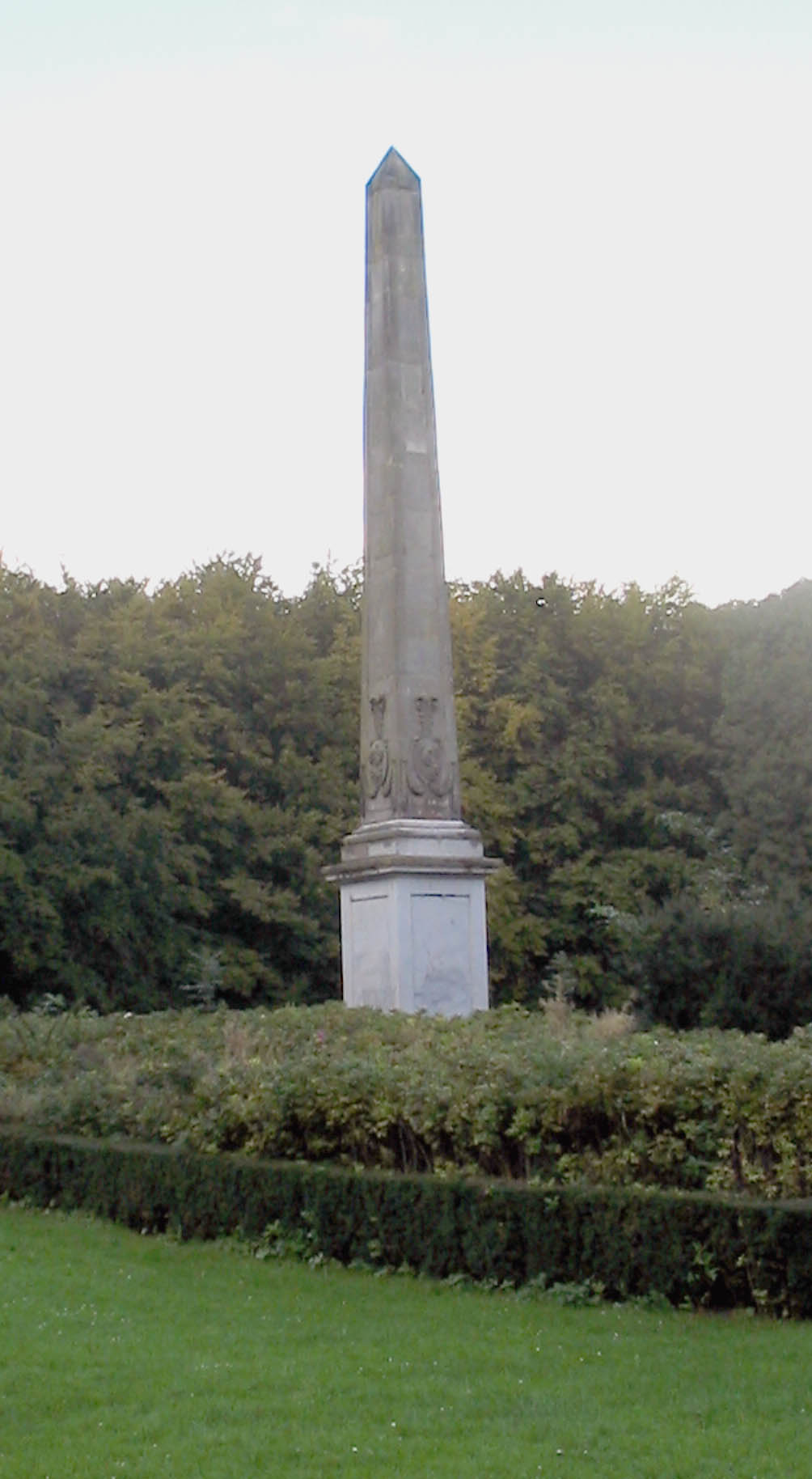
Monument commémoratif du Traité de Rijswijk aux Pays-Bas.

En 1586, Francis Drake occupe la ville de Saint Domingue et demande une rançon pour la rendre aux Espagnols.
En 1605, l'Espagne, mécontente que Saint Domingue facilite le commerce entre ses colonies et les autres puissances européennes, ordonne au gouverneur Antonio de Osorio (es) d'attaquer les vastes zones du nord et de l'ouest de la colonie et d'obliger les habitants à s'installer plus près de Saint Domingue. Cette opération, connue comme les dévastations d'Osorio, a été désastreuse, plus de la moitié des colons déportés meurent de faim ou de maladie.
Les boucaniers anglais et français profitent du repli des Espagnols dans un coin de l'île pour s'installer sur l'Île de la Tortue en 1629. La France établit un contrôle direct en 1640 en constituant une colonie officielle et en occupant l'ouest de l'île, que l'Espagne cèdera à la France en 1697 par le traité de Ryswick.
En 1655, Oliver Cromwell envoie une flotte commandée par l'amiral William Penn (senior) à la conquête de Saint-Domingue. Face à une résistance importante, Penn abandonne le projet et se rabat sur la conquête de l'île de la Jamaïque.

### Reprise de l'activité coloniale (années 1700)
La maison de Bourbon remplace la maison de Habsbourg en Espagne en 1700 et introduit des réformes économiques qui commencent petit à petit à réactiver le commerce à Saint Domingue. La couronne assouplit progressivement les contrôles rigides et les restrictions sur le commerce entre l'Espagne et les autres colonies. Le système portuaire monopolistique est aboli.
Vers le milieu du XVIIIe siècle, la population est renforcée par l'émigration qui arrive des Îles Canaries, par la reprise de la partie nord de l'île et la plantation de tabac de la vallée du Cibao et la reprise de l'importation d'esclaves.
La population de Saint Domingue passe d'environ 6 000 habitants en 1737 à environ 125 000 habitants en 1790 : à peu près 40 000 d'entre eux étaient des propriétaires terriens blancs, 25 000 sont des hommes libres noirs (ou mulâtres), et 60 000 sont des esclaves. Toutefois, la ville continuait à être pauvre surtout en comparaison avec la partie occidentale d'Hispaniola sous domination française qui devient alors la colonie la plus riche du Nouveau Monde et compte quatre fois et demi plus d'habitants. Comme les restrictions sur le commerce se sont adoucies, les élites coloniales de Saint-Domingue offrent à la colonie française le marché principal de ses exportations de viandes, de cuir, d'acajou, et de tabac.

## Colonie française (1795-1809)

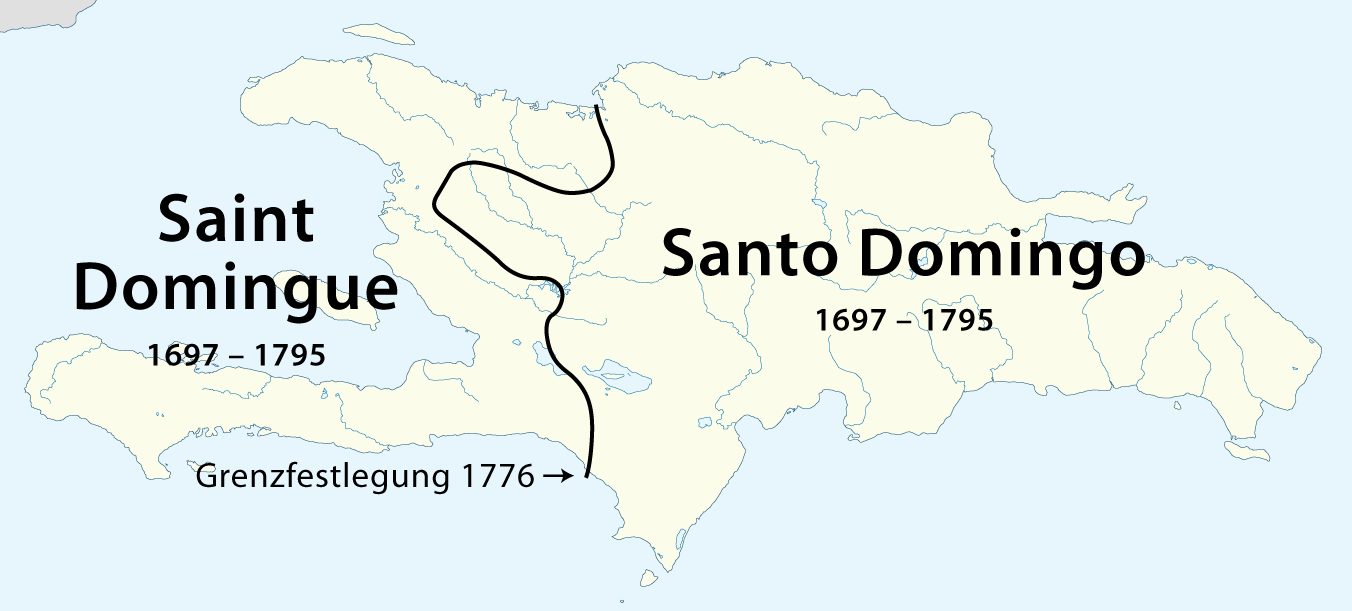
Hispaniola 1697-1795

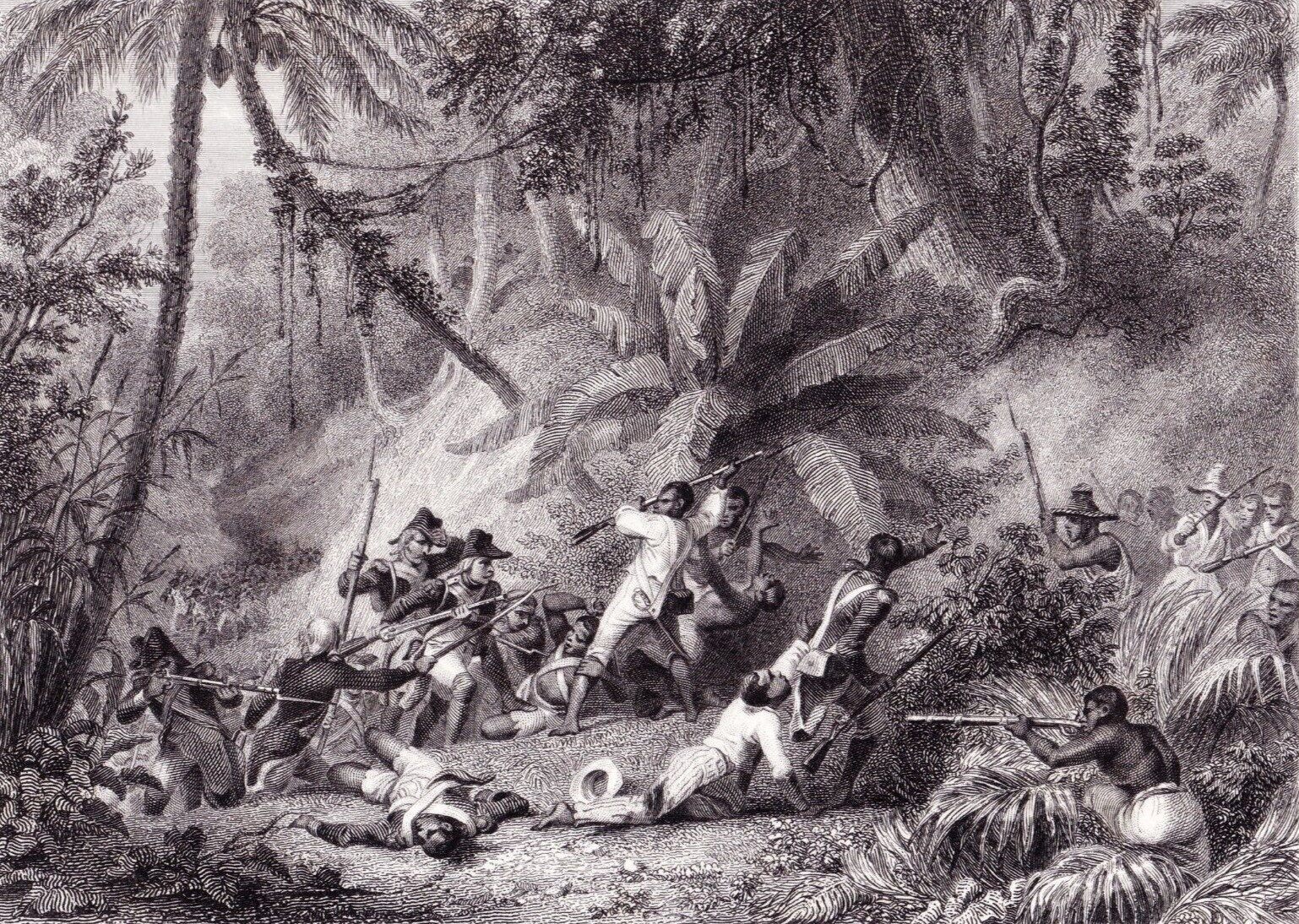
Représentation de la « prise de La Ravine aux couleuvres », 23 février 1802 (gravure d'après un dessin de Karl Girardet).

### Révolution dans la partie occidentale (1791-1804)
Dès les débuts de la Révolution française, les députés et soldats français désirent étendre la liberté aux noirs et mulâtre libres des Antilles. Mais la bourgeoisie au pouvoir ne veut pas risquer de perdre le soutien des esclavagistes. Cependant dès 1791 débute la révolte des esclaves de la partie française de l'île, menée par Toussaint Louverture. Les insurgés réclament l'égalité républicaine et franchissent la frontière pour conquérir la partie espagnole, ce qui aboutira les 29 août et 21 septembre 1793 à l'abolition de l'esclavage dans la partie française de l'île. Quelques mois plus tard, le 4 février 1794, la Convention montagnarde vote un décret d'abolition pour toutes les colonies françaises.
Côté espagnol, les esclaves sont peu nombreux. La colonie est moins riche en plantation, et il suffit de verser 300 pesos, une somme modeste, pour être affranchi, ce qui entraîne de nombreux métissages.
L'Espagne voit alors dans l'agitation l'opportunité de profiter de tout ou une partie du tiers restant de l'île, et conclut une alliance de convenance avec les Anglais et les esclaves rebelles. Toussaint Louverture reçoit alors le grade de lieutenant général dans les armées espagnoles. À Paris, l'insurrection est perçue comme une révolte royaliste de type vendéen, qui bénéficie de l'appui des Anglais et des Espagnols. Mais le général Toussaint Louverture conclut la paix avec les Français, et bat les Espagnols, offrant à la France le contrôle de toute l'île en 1795.

### Domination française de la colonie espagnole (1795-1809)
Dans le cadre du Traité de Bâle signé le 22 juillet 1795, l'Espagne cède la partie est de l'île à la France (l'actuelle République dominicaine) ; l'île d'Hispaniola devient donc entièrement française, et la République confie à Toussaint Louverture le commandement dans les deux parties de l'île. Dans la partie ouest, alors la plus riche et la plus peuplée, les grands propriétaires se sont alliés contre les classes populaires française aux anglais, par le Traité de Whitehall. La république française réussit à faire la paix avec eux lors de l'Armistice du 30 mars 1798, puis signe avec eux et les américains la convention commerciale tripartite de 1799, qui a pour conséquence de relancer la piraterie des années 1800 dans la Caraïbe.
Le 1er août 1800, dans une déclaration au Conseil d'État, le Premier consul Napoléon Bonaparte refuse de reconnaître l'abolition de l'esclavage dans cette partie de l'île : « je confirmerai l’esclavage [...] dans la partie esclave de Saint-Domingue ».

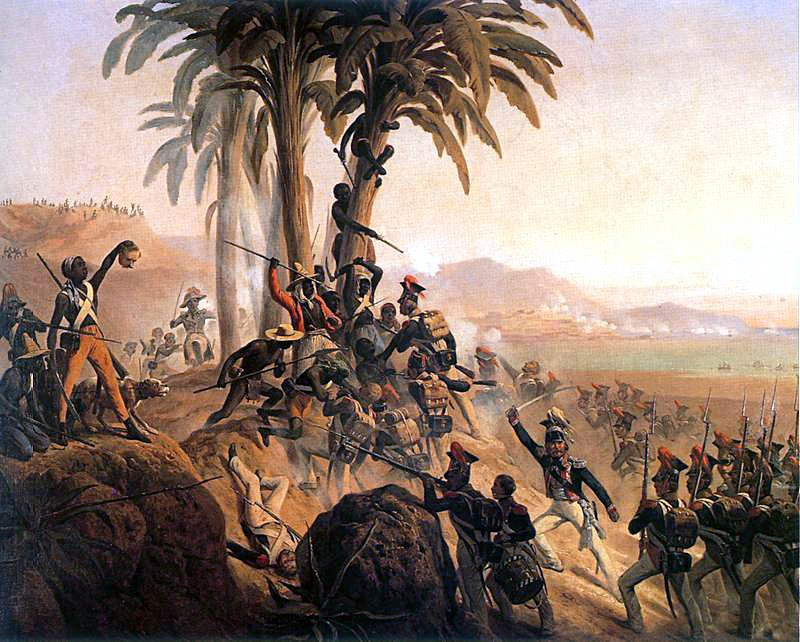
La Bataille de Saint-Domingue (Bitwa na San Domingo), par Janvier Suchodolski (1845), musée de l'Armée polonaise.

En 1801, Louverture, gouverneur autonome de l'île, arrive dans la ville de Saint-Domingue pour proclamer l'abolition de l'esclavage au nom de la République française. En janvier 1802, Napoléon Bonaparte envoie un corps expéditionnaire de 20 000 hommes dans la colonie de Saint-Domingue avec la volonté d'y rétablir l'esclavage et l'autorité de la métropole. Dès leurs arrivées sur l'île en 1802, le général Jean-Louis Ferrand rétablit l'esclavage dans la partie espagnole,, comme Napoléon l'avait annoncé en 1800 (il faudra attendre 1822 pour que l'esclavage y soit à nouveau aboli).
Côté occidental, l'expédition française aboutit à l'arrestation d'une partie des rebelles, dont Toussaint Louverture, mais elle n'arrête pas le soulèvement qui devient une guerre d'indépendance entre octobre 1802 et novembre 1803, et qui se solde par la proclamation le 1er janvier 1804 de la République indépendante d'Haïti.
Après la débâcle de l'expédition de Saint-Domingue en décembre 1803, une petite garnison française reste stationnée dans la partie orientale de l'île, sous les ordres du général Jean-Louis Ferrand et du général François-Marie Perichou de Kerversau, par ailleurs préfet colonial de la Guadeloupe. Comme l'esclavage y a été rétabli l'année précédente, beaucoup de colons espagnols reviennent. Le général Jean-Louis Ferrand décide aussi le lancement de grandes plantations sucrières avec des maîtres français, qu'il autorise à aller capturer des noirs dans la partie occidentale, ce qui déclenche une expédition punitive de Dessalines.

### Campagne haïtienne en pays dominicain (1805)
Fin février 1805, après s'être fait couronner empereur Jacques Ier d'Haïti, Jean-Jacques Dessalines part avec ses troupes dans deux directions : une partie vers le nord (Dajabón-Santiago-La Vega) commandée par Henri Christophe, et une autre vers le sud (Hinche-San Juan de la Maguana-Azua-Baní-Santo Domingo) commandée par Dessalines en personne. Sur la route sud, l'empereur haïtien se rend compte que les habitants de San Juan de la Maguana et de Baní ont évacué leur ville pour se protéger. Aussi, il considère que la population locale ne mérite pas sa clémence[réf. nécessaire]. Le 6 mars, en s'approchant de la capitale, il ordonne d'incendier la ville de San Carlos en périphérie de Saint-Domingue et de commencer le siège de la ville. Le 25 mars, Dessalines ordonne l'extermination totale de la population sous son contrôle. Ces populations sont alors déportées vers les grandes villes d'Haïti où elles sont tuées en place publique par écrasement (par des chevaux ou des bêtes de somme) et écartèlement[réf. nécessaire].

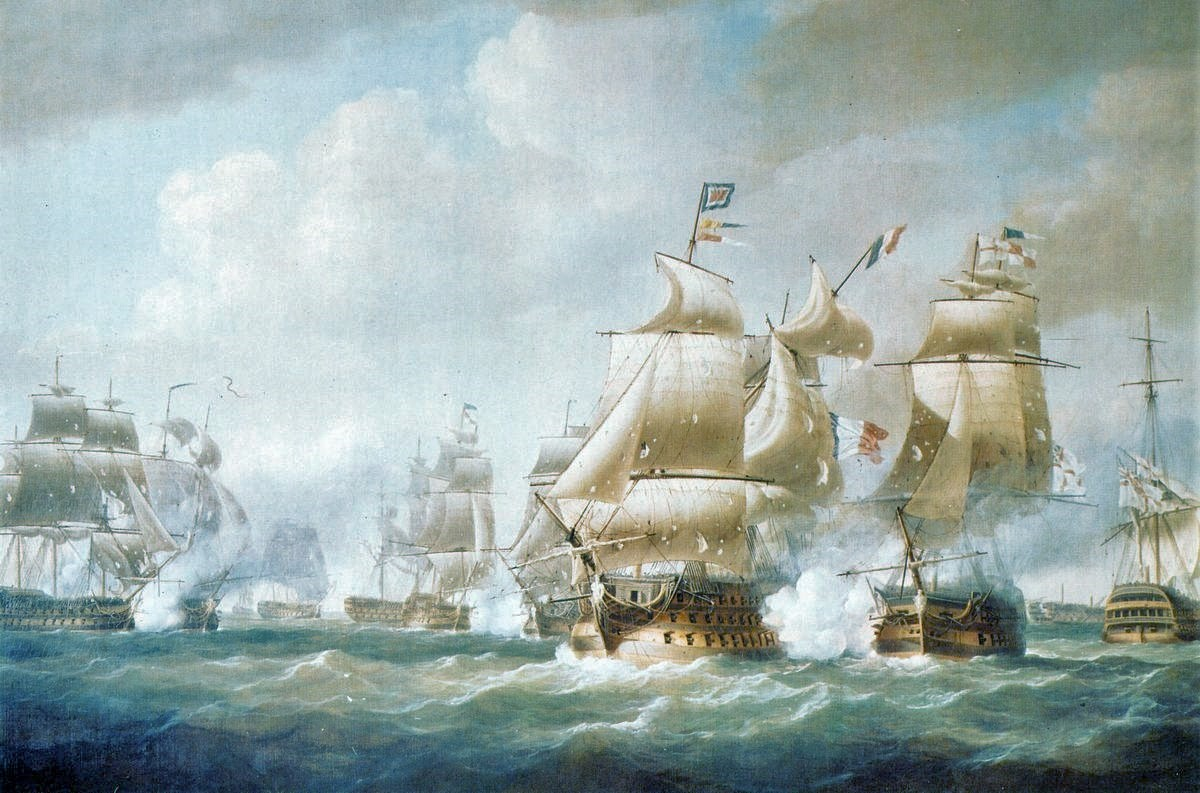
Navires français et britanniques lors de la bataille de Saint-Domingue (Destruction de l'escadre française de l'amiral Leissègues à Santo-Domingo - 6 février 1806, peinture par Nicholas Pocock).

Trois jours plus tard, arrivent à Saint-Domingue trois frégates et deux brigantins français. Dessalines décide de replier ses troupes en Haïti. En avril 1805, Dessalines, Christophe et leurs troupes rasent entre autres Santiago, Moca, La Vega, Azua, San Juan de la Maguana, Baní et massacrent les habitants qui n'ont pas fui dans la Cordillère centrale. Environ 10 000 personnes ont ainsi été tuées. Ces massacres ont assis la base de deux siècles d'animosité entre les deux pays.

### Expulsion des Français (1808-1809)

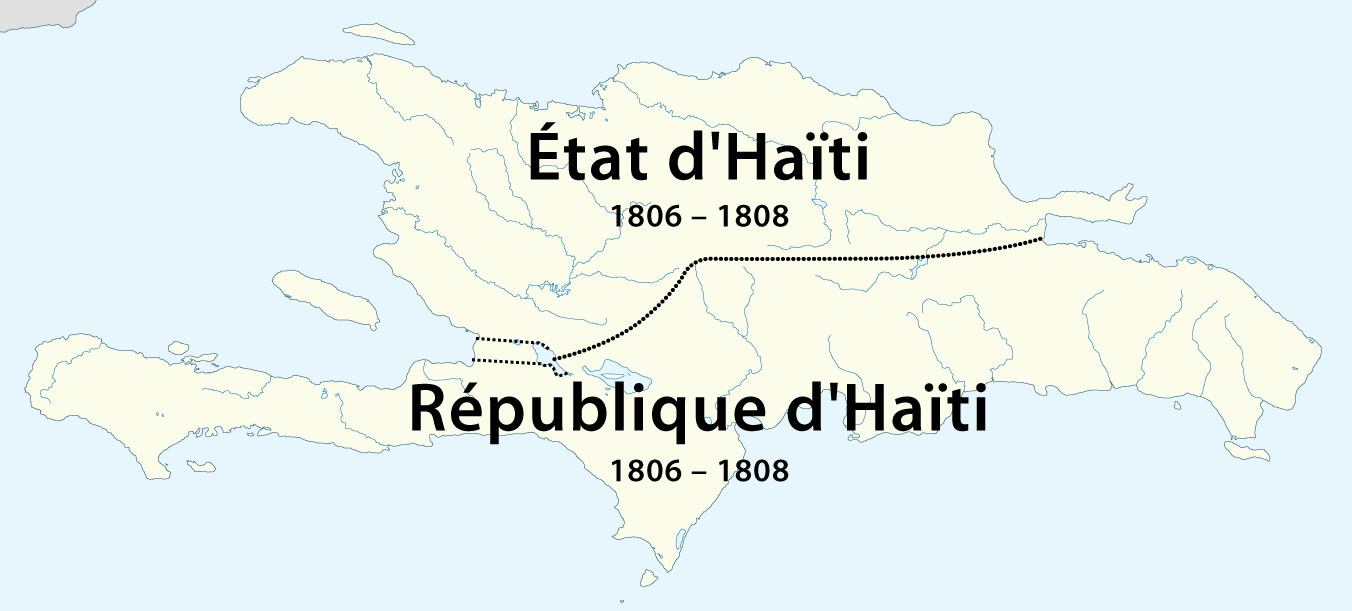
Hispaniola 1806-1808

Les Français occupent alors la partie orientale de l'île. Mais les meneurs d'une révolte populaire, Ciriaco Ramirez et Cristóbal Uber Franco, sont alors appuyés par le gouverneur de Porto Rico, le général Toribio Montes, face aux autorités créoles qui étaient au service de la France dans la région orientale. Le 17 septembre 1807, Juan Sánchez Ramírez profite de la présence d'un navire espagnol à Samaná pour écrire et demander de l'aide au gouverneur Montes. Les Français sont ensuite battus par les habitants hispanico-créoles, sous le commandement de Juan Sánchez Ramírez, à la bataille de Palo Hincado le 7 novembre 1808 et le siège de Saint-Domingue est abandonné le 9 juillet 1809 avec l'aide de la Marine royale britannique.

## Vers l'indépendance

### 1809-1821: restauration de la colonie espagnole
La capitulation française a lieu à Saint-Domingue le 9 juillet 1809. Le pays se replace alors volontairement sous l'autorité de l'Espagne. La période entre 1809 et 1821 est connue comme celle de « La España Boba », littéralement de la stupide Espagne, puisque ce pays, se désintéressant d'une colonie aux ressources épuisées, n'y exerçait pratiquement aucun pouvoir.
Les grandes familles dont celle du futur propriétaire terrien et premier président dominicain, Pedro Santana, finissent par devenir les leaders du sud-est, la loi du plus fort devient la règle. L'ancien gouverneur et propriétaire José Núñez de Cáceres (1772-1846) déclare l'indépendance de la colonie comme l'État de Haïti espagnol le 1er décembre 1821 en demandant son admission à la République de Grande Colombie. Neuf semaines plus tard, les forces haïtiennes dirigées par Jean-Pierre Boyer (1776-1850) occupent le pays. Il entre à Saint-Domingue le 9 février 1822 et réunifie alors l'ensemble de l'île.

### Occupation haïtienne (1822-1844)
L'occupation militaire dure 22 ans, jusqu'à la chute de Boyer, elle est généralement vue comme une période de brutalité, bien que la réalité soit plus complexe. L'esclavage est à nouveau aboli par Jean-Pierre Boyer dès son arrivée. Des expropriations de gros propriétaires fonciers se font à grande échelle et des réformes avortées pour exporter les produits agricoles, pour rendre obligatoire le service militaire, restreindre l'utilisation de l'espagnol et éliminer les coutumes traditionnelles telles que les combats de coqs. Mais cela renforce finalement le sentiment national des Dominicains qui se démarquent des Haïtiens par leur langue, leur culture, leur religion et leurs coutumes.
La constitution d'Haïti interdit l'accès à la propriété de terres aux Blancs et les familles de propriétaires terriens sont expropriées par la force. La majorité d'entre eux partent pour les colonies espagnoles de Cuba et Porto Rico ou pour la Grande Colombie indépendante, généralement avec le soutien des fonctionnaires haïtiens qui sont devenus propriétaires de leurs terres. Les Haïtiens qui associaient l'Église catholique aux Français qui les avaient exploités avant l'indépendance, confisquent tous les biens de l'Église, tous les religieux étrangers sont déportés et les liens sont rompus avec le clergé.
L'Université de Saint-Domingue ferme par manque d'étudiants, de professeurs et de moyens.
Pour être reconnu diplomatiquement par la France, Haïti est contraint de payer une indemnisation de 150 millions de francs aux anciens colons français qui sera réduite par la suite à 90 millions de francs. En raison de cela, le pays nouvellement indépendant est obligé d'imposer des impôts dans la partie orientale de l'île. Puisque Haïti ne peut pas fournir des provisions adéquates à son armée, les forces d'occupation survivent en grande partie en confisquant de la nourriture sous la menace d'un pistolet.
Les tentatives de redistribution de la terre entrent en conflit avec le système de gestion des terres communales qui avait surgi avec l'économie agricole. Les nouveaux esclaves émancipés se voient obligés de produire, sous le Code rural de Boyer, à des fins commerciales. Dans les zones rurales, l'administration haïtienne était en général trop inefficace pour faire appliquer ses propres lois. À Saint-Domingue, les effets de l'occupation se font sentir le plus et marquent le départ du mouvement pour l'indépendance.

### Indépendance (1844)

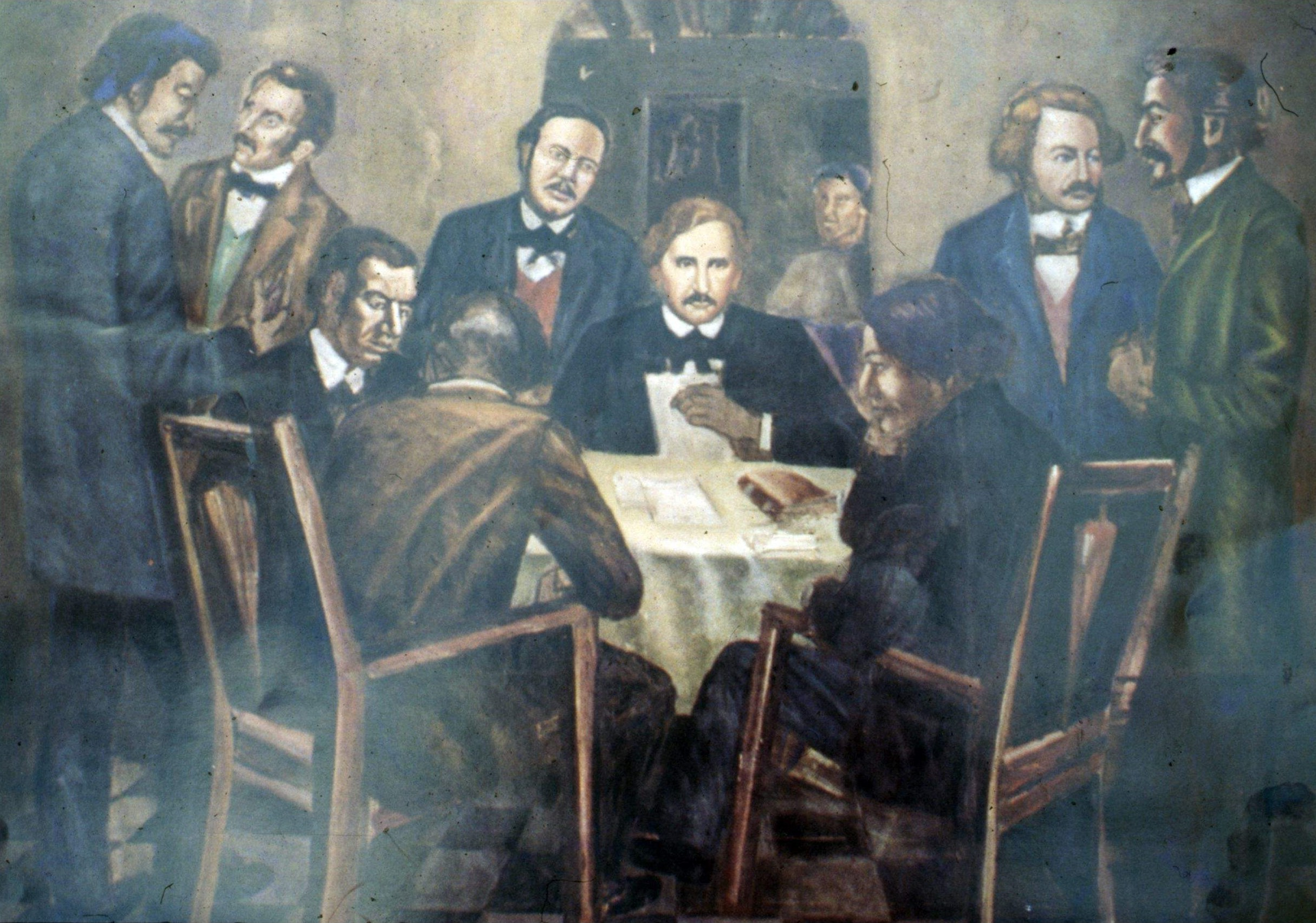
Représentation d'une réunion de La Trinitaria avec Juan Pablo Duarte au milieu.

En 1838, Juan Pablo Duarte fonde une société secrète appelée La Trinitaria pour se libérer du joug haïtien. Avec ses futurs compagnons Matías Ramón Mella et Francisco del Rosario Sánchez. En 1843, ils s'associent avec le mouvement de Praslin mené par Riviere-Hérard pour renverser Boyer mais Duarte trahit la confiance des révolutionnaires et proclame l'indépendance de la République dominicaine. En reaction de cet acte le nouveau président d'Haïti, Charles Riviere-Hérard, envoie en exil et emprisonne les principaux membres de la Trinitaria.
Au même moment, Buenaventura Báez, un exportateur d'acajou et député à l'Assemblée nationale d'Haïti, négocie avec le consulat général de France l'établissement d'un protectorat français. Au cours d'une insurrection pour devancer Báez, les membres de La Trinitaria déclarent le 27 février 1844, l'indépendance de la République dominicaine avec le soutien des Pères de la Patrie, Ramón Matías Mella et Francisco del Rosario Sánchez, héros de la guerre d'indépendance (1844-1856), ainsi que Juan Pablo Duarte alors encore en exil. Mais les militaires conduits par le général Pedro Santana, prennent le pouvoir après la prise de Saint-Domingue. Malgré les attaques incessantes des Haïtiens, la République dominicaine est de nouveau indépendante.

## Première république (1844-1865)

### Régime dictatorial de Pedro Santana

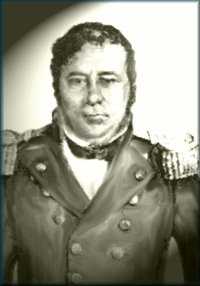
Pedro Santana.

La première constitution est adoptée le 6 novembre 1844. Le gouvernement sera dirigé par un président avec de nombreuses tendances libérales, mais l'article 210, imposé par la force à l'assemblée constitutionnelle par Pedro Santana (1801-1864), donnait à ce dernier les mêmes privilèges qu'à un dictateur tant que la guerre d'indépendance ne serait pas finie. Ils lui ont servi à gagner la guerre, mais également à persécuter, exécuter et conduire à l'exil de ses adversaires politiques, parmi lesquels Duarte était le plus important.
Durant la première décennie d'indépendance, Haïti tente à plusieurs reprises de reprendre la partie orientale de l'île : en 1844, 1845, 1849, 1853, et en 1855-1856. Bien que chaque tentative soit un échec, Santana utilise les menaces d'une invasion haïtienne pour justifier le renforcement de ses pouvoirs dictatoriaux. Pour l'élite dominicaine (majoritairement composée de propriétaires terriens, de commerçants et de prêtres), la menace d'une invasion par Haïti est suffisante pour solliciter l'annexion d'un pouvoir extérieur. Utilisant les eaux profondes du port de la baie de Samaná comme hameçon, des négociations sont menées durant les deux décennies suivantes avec le Royaume-Uni, la France, les États-Unis et l'Espagne pour déclarer un protectorat sur le pays.

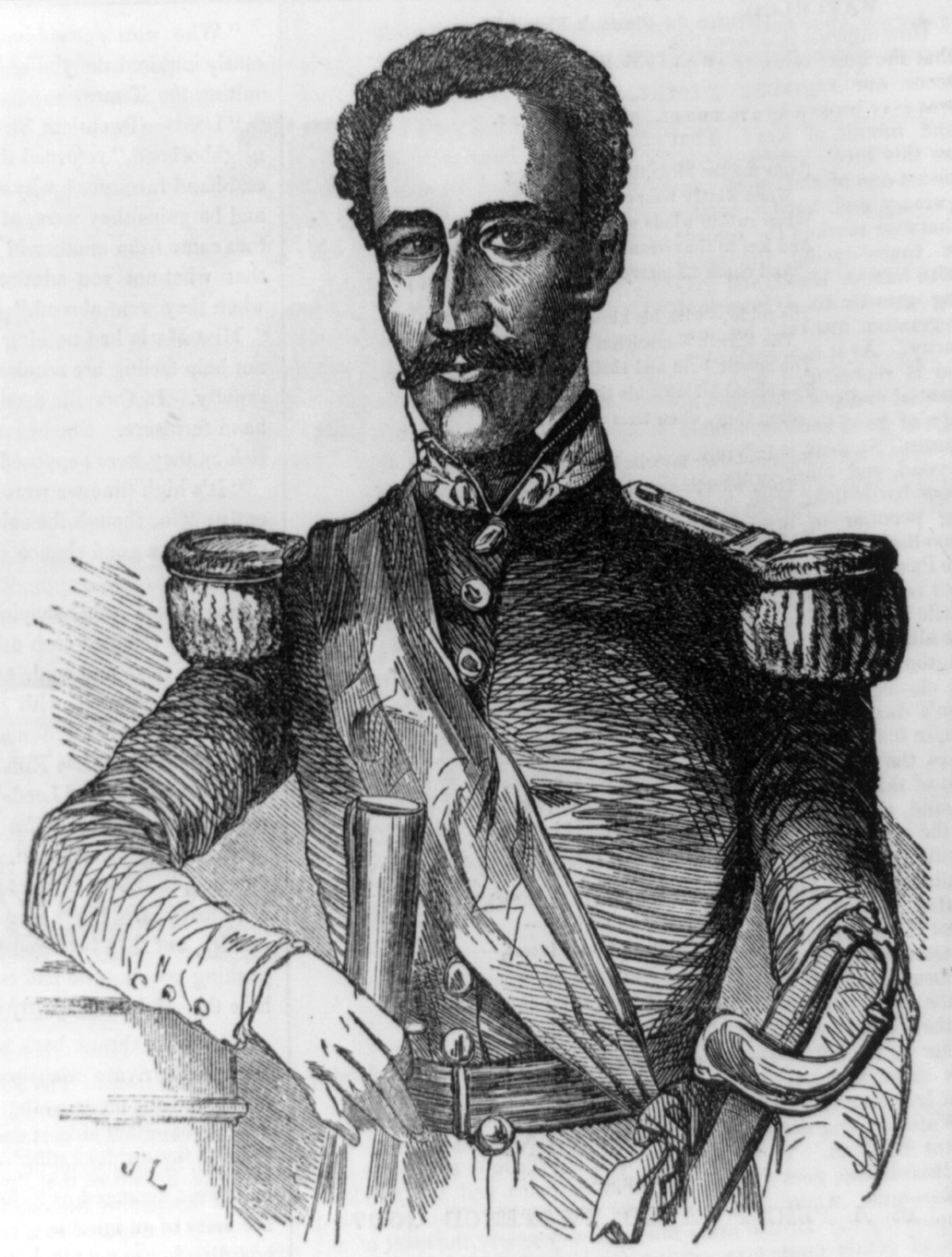
Buenaventura Báez.

Sans route adéquate, les régions de la République dominicaine se développent de manière isolée les unes des autres. Dans le sud, l'économie est dominée par l'élevage (en particulier dans le sud-est de la savane) et la coupe d'acajou et d'autres bois pour l'exportation. Cette région conserve un caractère semi-féodal, avec peu d'agriculture de type commerciale, l'hacienda comme unité sociale dominante et la majorité de la population vit de manière très modeste. Dans la vallée de Cibao, se trouvent les champs agricoles les plus riches du pays, les paysans complètent leur agriculture de base avec la culture du tabac pour l'exportation, principalement en direction de l'Allemagne. Le tabac requiert moins de terre que l'élevage et se cultive principalement par des petits agriculteurs qui dépendent des commerçants ambulants pour transporter leurs récoltes vers Puerto Plata et Monte Cristi.
Santana profite des agriculteurs de Cibao pour s'enrichir ses partisans et lui-même en imprimant des pesos afin d'acheter leurs récoltes pour une bouchée de pain. En 1848, il est obligé de démissionner et son vice-président, Manuel Jimenes (es), lui succède. Après avoir repris la tête de l'armée dominicaine contre une nouvelle invasion haïtienne en 1849, Santana se dirige vers Saint Domingue et renverse Jimenes. À sa demande, le Congrès élit Buenaventura Báez président mais celui-ci n'a pas l'intention de servir de pantin à Santana défiant ainsi son rôle de leader militaire reconnu du pays. En 1853, Santana est élu président pour son second mandat, ce qui oblige Báez à partir en exil. Trois ans plus tard, après avoir fait échoué l'invasion haïtienne pour la dernière fois, Santana négocie un bail pour une portion de la péninsule de Samaná avec une société américaine. L'opposition populaire l'oblige à démissionner ce qui permet à Báez de revenir et de reprendre le pouvoir. Avec un trésor national épuisé, Báez imprime dix-huit millions de pesos pour acheter la récolte de tabac de 1857 et l'exporter afin de s'enrichir personnellement et d'enrichir ses partisans. Les cultivateurs de tabac de Cibao qui se sont ruinés avec l'inflation, se rebellent et font appel à Santana qui se trouve en exil pour prendre la tête de la rébellion. Après un an de guerre civile, Santana reprend Saint Domingue et s'installe au poste de président.

### Annexion à l'Espagne (1861-1865)
Pedro Santana retrouve un gouvernement en banqueroute au bord de la rupture. En raison des pressions trop importantes d'Haïti, il doit demander l'aide de puissances étrangères. Ayant échoué dans ses tentatives d'annexer le pays par les États-Unis ou la France, Santana entame des négociations avec la reine Isabelle II d'Espagne et le capitaine général de Cuba pour que l'île redevienne une colonie espagnole. La guerre civile américaine empêche le pays de faire valoir la doctrine Monroe. En Espagne, le président du Conseil, Leopoldo O'Donnell, soutient une nouvelle expansion coloniale en menant une campagne dans le nord du Maroc et en prenant la ville de Tétouan. En mars 1861, à la demande de Santana, l'Espagne annexe officiellement la République dominicaine.

### Guerre de restauration (1863-1865)
Ce rattachement est contesté et le 16 août 1863, la guerre de Restauration éclate et les rebelles établissent un gouvernement provisoire. Les troupes espagnoles reprennent leur ancienne colonie mais les rebelles fuient vers les montagnes dans la zone frontière mal définie avec Haïti. Le président haïtien, Fabre Geffrard, leur offre l'asile et des armes et envoie un détachement de ses gardes présidentiels (les tirailleurs) pour se battre à leurs côtés.
Santana est nommé Capitaine Général de la nouvelle province espagnole mais il apparaît rapidement évident que les autorités espagnoles comptent le priver de son pouvoir en le poussant à démissionner le 20 juillet 1862, un peu plus d'un an après l'annexion. Condamné à mort par le gouvernement provisoire, Santana meurt dans des circonstances mystérieuses le 16 juillet 1864, on croit à un suicide.
Les restrictions sur le commerce, la discrimination contre la majorité des mulâtres, les rumeurs que l'Espagne compte réinstaurer l'esclavage et une campagne impopulaire menée par le nouvel archevêque espagnol contre les relations extraconjugales répandent, des décennies après l'abandon de l'Église catholique, les ressentiments alimentés par la domination espagnole. Se limitant aux grandes villes, l'armée espagnole est incapable de battre la guérilla ou de limiter l'insurrection et subit de fortes pertes liées à la fièvre jaune. Les autorités coloniales espagnoles encouragent la reine Isabelle II à abandonner l'île puisque le bilan de l'occupation ne représente qu'une perte d'hommes et d'argent sans aucun bénéfice.
Toutefois, les rebelles se trouvent dans une situation de désordre politique et sont incapables de présenter un ensemble cohérent de requêtes. Le premier président du gouvernement provisoire, José Antonio Salcedo (es) (allié de Báez) est renversé par le général Gaspar Polanco (es) en septembre 1864 qui a été renversé à son tour par le général Pedro Antonio Pimentel (es) trois mois plus tard. Les rebelles officialisent leur gouvernement provisoire par l'organisation d'une convention nationale en février 1865 qui promulgue une nouvelle constitution mais le nouveau gouvernement exerce peu son autorité sur les caudillos des différentes régions qui sont en grande partie indépendantes les unes des autres. Incapable d'obtenir des concessions de la part des rebelles désorganisés, quand la guerre de Sécession américaine se termine en mars 1865, la reine Isabelle II annule l'annexion et l'indépendance est par conséquent restaurée avec le départ des dernières troupes espagnoles le 10 juillet 1865.

## Deuxième république (1865-1916)

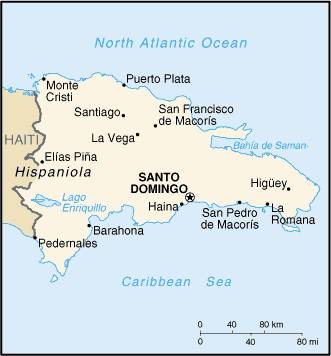
République dominicaine actuelle

### Situation du pays lors de l'indépendance
Au moment du départ des Espagnols, la majorité des principales villes sont en ruine et l'île se retrouve divisée entre plusieurs dizaines de caudillos. José María Cabral contrôle la majeure partie de Barahona et le sud-ouest avec le soutien des associés exportateurs d'acajou de Báez tandis que l'éleveur de bétail, Cesáreo Guillermo (es), réunit une coalition d'ex-généraux favorables à Santana dans le sud-est, et Gregorio Luperón contrôle la côte nord. À partir du départ des Espagnols, on compte pas moins de vingt-et-un changements de gouvernement et au moins cinquante soulèvements militaires.
Deux partis ont surgi au cours de ces conflits : le Partido rojo (« Parti rouge ») représenté par l'éleveur du sud, exportateur d'acajou, Buenaventura Báez, qui continue à rechercher l'annexion par une puissance étrangère et le Partido azul (« Parti bleu ») dirigé par Gregorio Luperón, représentant des cultivateurs de tabac et des commerçants de Cibao et Puerto Plata, d'orientation nationaliste et libérale. Durant ces guerres, l'armée nationale, petite et corrompue est dépassée en nombre par les milices organisées et entretenues par les caudillos locaux qui s'autoproclament gouverneur de province. Ces milices sont alimentées par des agriculteurs pauvres ou des travailleurs des plantations sans terre qui se consacrent au banditisme quand il n'y a pas de révolution.

### Instabilité à la tête du pays

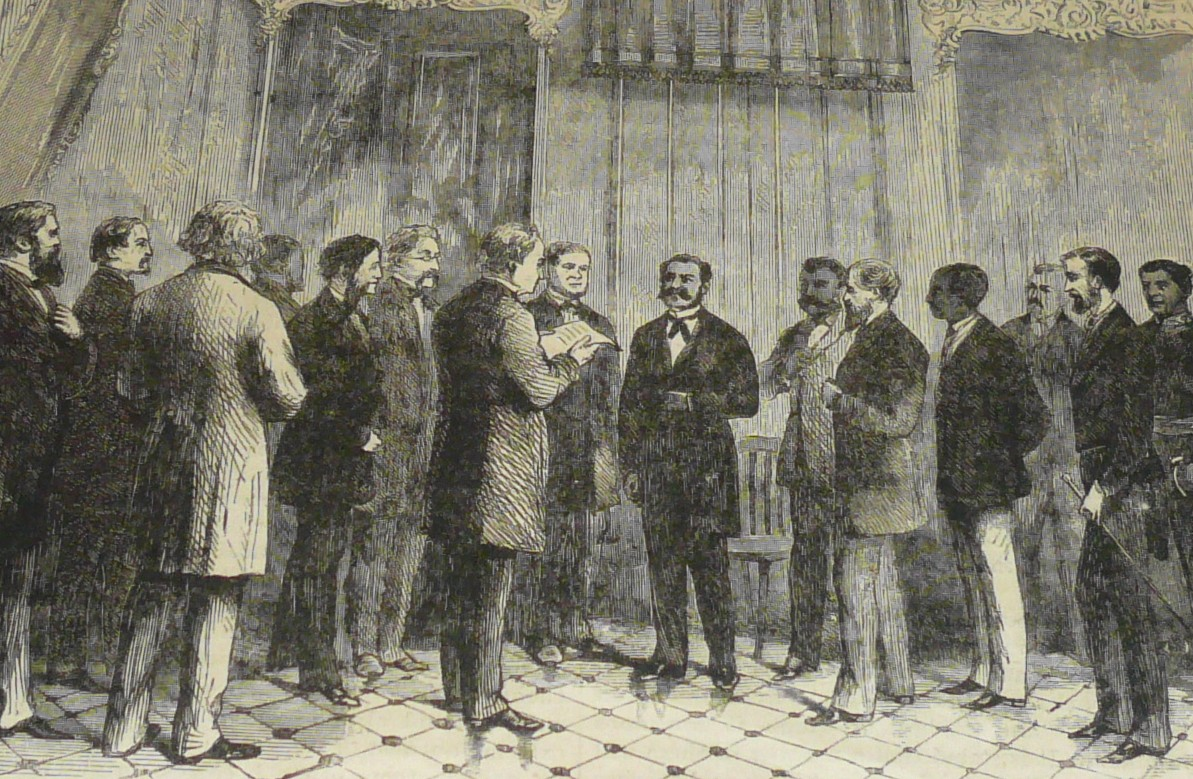
Le président Báez favorable à une annexion de la République dominicaine par les États-Unis reçoit les émissaires envoyés par le Congrès américain en 1871.

Environ un mois avant la victoire nationaliste, José María Cabral dont les troupes sont entrées les premières à Saint Domingue, renverse Pedro Antonio Pimentel (es) mais quelques semaines plus tard, le général Cesáreo Guillermo (es) prend la tête d'une rébellion en soutien à Báez et force Cabral à démissionner pour permettre le retour de Báez en octobre 1865. Báez est ensuite renversé par les agriculteurs de Cibao sous le commandement de Luperón, leader du Parti bleu au printemps suivant mais les alliés de Luperón s'opposent les uns aux autres et Cabral reprend la présidence du pays par un coup d'État en 1867. Mais après avoir pris plusieurs membres du Parti bleu dans son gouvernement, les membres du Parti rouge se sont rebellés et ont remis Báez au pouvoir.
En 1869, Báez négocie un traité d'annexion par les États-Unis. Avec le soutien du secrétaire d'État américain, William H. Seward qui espère installer une armée à Samaná. En 1871, le traité est annulé par le Sénat américain à la suite des efforts du sénateur abolitionniste, Charles Sumner.
En 1874, le gouverneur de Puerto Plata et membre du Parti rouge, Ignacio María González Santín (es) organise un coup d'état en soutien de la rébellion du Parti bleu mais est renversé par les membres du Parti bleu deux ans plus tard. En février 1876, Ulises Espaillat (es), soutenu par Luperón, est nommé président mais dix mois plus tard, les troupes fidèles à Báez le remettent au pouvoir. Une année plus tard, en 1877, une nouvelle rébellion permet à González Santín de reprendre le pouvoir pour juste quelques mois puisqu'il est renversé par Cesáreo Guillermo (es) en septembre 1878, renversé à son tour par Luperón en décembre 1879
Gregorio Luperón gouverne le pays depuis sa ville natale de Puerto Plata profitant de l'essor économique dû aux exportations de tabac vers l'Allemagne. Il promulgue une nouvelle constitution qui limite à deux ans le mandat présidentiel au moyen d'élections directes, freine le système semi-formel de pots-de-vin et commence la construction de la première ligne de chemin de fer du pays qui unit la ville de Concepción de La Vega au port de Sánchez dans la Baie de Samaná.

### Contexte économique et international

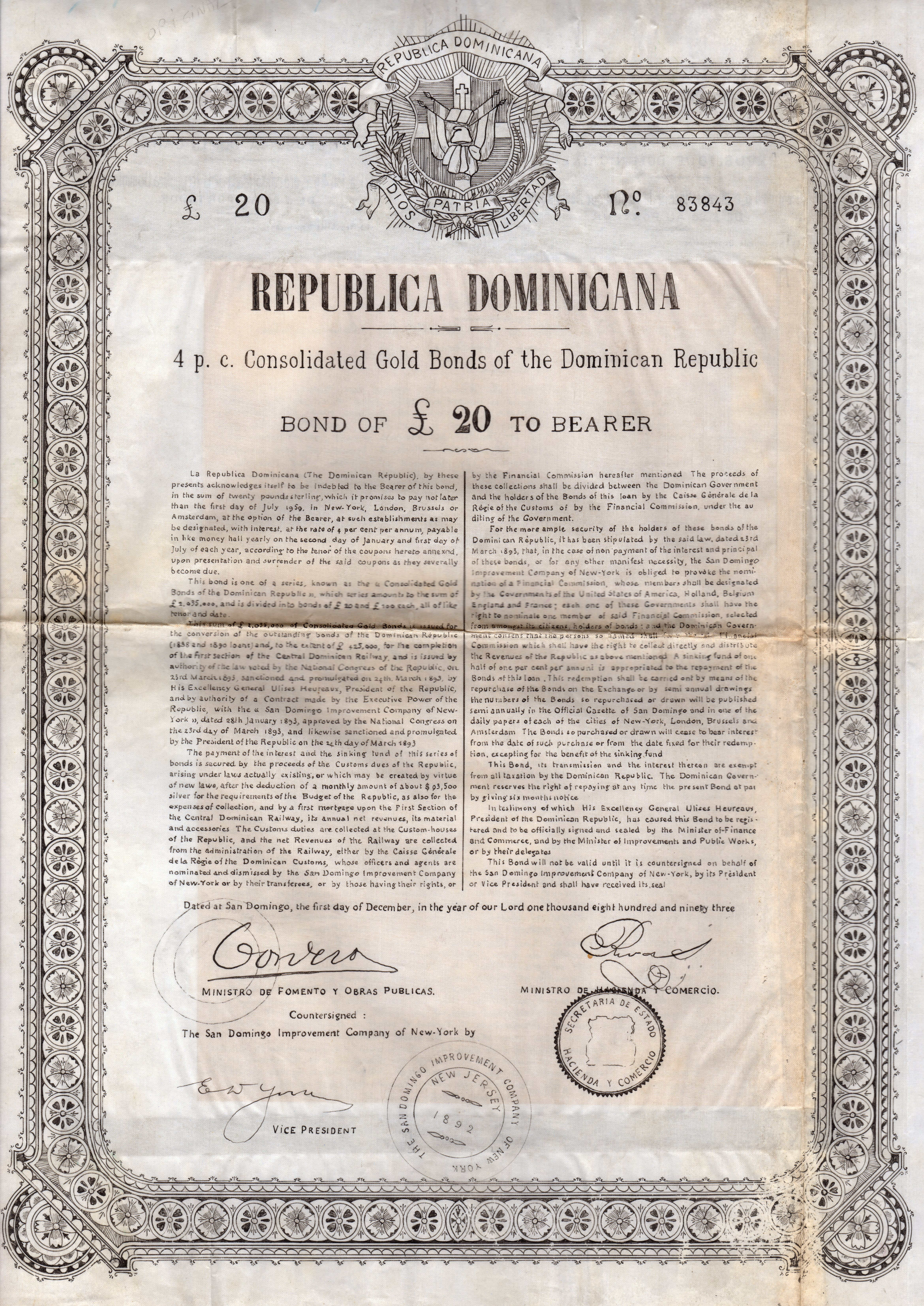
Obligation de la République dominicaine en date du 1er décembre 1893

La guerre des dix ans à Cuba apporte des planteurs de canne à sucre dans le pays à la recherche de nouvelles terres et de sécurité face à l'insurrection qui avait libéré leurs esclaves et détruit leurs propriétés. La majorité d'entre eux s'installe sur la plaine côtière du sud-est et avec l'insistance du gouvernement de Luperón, ils construisent les premiers moulins de canne à sucre du pays. Plus tard, ils sont rejoints par les Italiens, les Allemands, les Portoricains et les Américains constituant ainsi le noyau de la bourgeoisie sucrière dominicaine, se mariant et formant des familles éminentes afin de consolider leur position sociale.
Les interruptions de la production mondiale causée par la guerre des dix ans, la guerre de Sécession américaine et la guerre franco-prussienne permet à la République dominicaine de devenir un important exportateur de sucre. Durant les deux décennies suivantes, le sucre remplace le tabac en tant que principal produit d'exportation et les ports de pêche de San Pedro de Macorís et de La Romana se transforme en ports prospères. Pour satisfaire les besoins d'un meilleur transport, plus de 300 kilomètres de lignes privées de chemin de fer sont construits pour servir les plantations de sucre en 1897.
La baisse des prix de 1884 cause le gel des salaires, et en conséquence, un manque de main-d’œuvre qui est comblé par des travailleurs immigrants en provenance des Îles Sous-le-Vent, des Îles Vierges, Saint-Kitts-et-Nevis, Anguilla et Antigua-et-Barbuda (appelés cocolos par les Dominicains). Ces noirs de langue anglaise sont souvent victimes de racisme mais beaucoup restent dans le pays trouvant du travail comme dockers, dans la construction de chemin de fer et dans la raffinerie de canne à sucre.

### Dictature d'Ulises Heureaux et banqueroute (1882-1899)

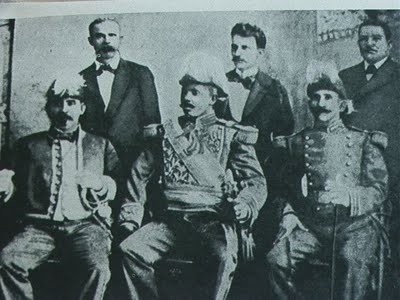
Le dictateur Heureaux avec les membres de son gouvernement vers 1893.

#### Une main de fer
En s'alliant aux producteurs de sucre émergents, la dictature du général Ulises Heureaux (en) (1845-1899), qui était connu populairement sous le nom de « Lilís », apporte une stabilité sans précédent au pays dirigé d' une main de fer pendant près de deux décennies. Enfant d'un père haïtien et d'une mère originaire de Saint-Thomas (Îles Vierges), Lilís se distingue comme le second président noir des Dominicains après Luperón. Il est président entre 1882 et 1883, en 1887 et entre 1889 et 1899, il exerce le pouvoir par l'intermédiaire de présidents fantoches quand il n'occupe pas lui-même le poste. Le fait d'avoir associé des membres du Parti rouge et du Parti bleu à son gouvernement lui permet, de développer un réseau d'espions et d'informateurs, ainsi que d'écraser toute opposition potentielle. Son gouvernement entreprend une série de grands projets d'infrastructures comme l'électrification de Saint Domingue et le début du téléphone et du télégraphe, la construction du pont sur le fleuve Ozama et la réalisation d'un chemin de fer à voie unique reliant Santiago à Puerto Plata financé par le Westendorp Co qui a son siège à Amsterdam.

#### Difficultés économiques
La dictature de Lilís entraîne un endettement important dans des banques européennes et américaines - tout en en profitant pour s'enrichir personnellement - cela afin de stabiliser  la dette existante, renforcer le système de pots-de-vin, payer l'armée, financer des infrastructures et contribuer à la construction d'usines sucrières. Toutefois, le prix du sucre baisse considérablement durant les deux dernières décennies du XIXe siècle. Quand Westendorp Co. se déclare en faillite en 1893, elle est contrainte d'hypothéquer les taxes douanières du pays, la principale source de revenu du gouvernement, à une entreprise financière de New-York appelée San Domingo Improvement Co. (SDIC). Cette dernière prend en charge le contrat du chemin de fer et les réclamations des détenteurs de bons européens en échange de deux prêts de 1,2 million et de 2 millions de dollars.
Au fur et à mesure que la dette publique augmente, il devient impossible de maintenir la machine politique en place, Ulises Heureaux se base sur des prêts secrets de la SDIC, des planteurs de canne à sucre et des commerçants locaux. En 1897, avec un gouvernement pratiquement en banqueroute, Lilís imprime cinq millions de pesos connus comme las papeletas de Lilís (« les bulletins de Lilís »), ruinant ainsi la majorité des commerçants dominicains et provoquant une conspiration qui se conclut par son assassinat en 1899. Il est assassiné par les commerçants de tabac de Cibao qui avaient demandé un prêt. La dette nationale s'élève alors à 35 millions de dollars, quinze fois le budget national annuel.

### Retour de l'instabilité politique
Les six années qui ont précédé la mort de Lilís ont vu quatre révolutions et cinq présidents différents. Les politiques de Cibao qui ont conspiré contre Ulises Heureaux, Juan Isidro Jimenes (es), le planteur de tabac le plus riche du pays, et le général Horacio Vásquez sont tombés rapidement après avoir été nommés président et vice-président à cause des divisions parmi leurs partisans en deux groupes. Les troupes fidèles à Vásquez renversent Jimenes en 1903 mais Vásquez est renversé à son tour par le général Alejandro Woss y Gil (es), favorable à Jimenes qui prend le pouvoir pour lui-même. Les partisans de Jimenes renversent son gouvernement mais leur leader, Carlos Morales Languasco (es) refuse de rendre le pouvoir à Jimenes et s'allie aux partisans de Horacio, ce qui provoque une nouvelle révolte menée par ses alliés trahis favorables à Jimenes.

## Intervention américaine (1916-1924)

### Intervention économique et instauration d'un protectorat américain

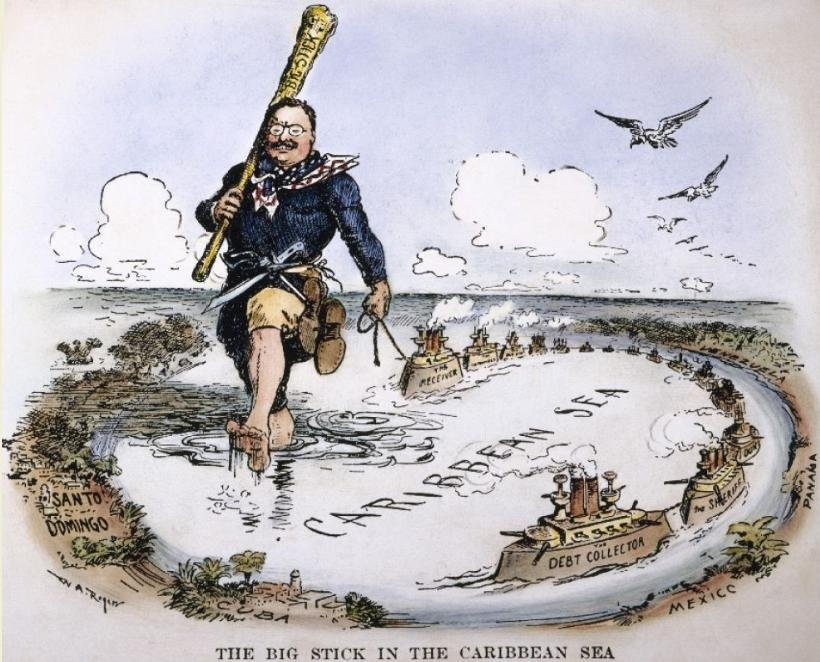
Caricature signée William Allen Rogers représentant le président américain Théodore Roosevelt dans les Caraïbes (1904).

Face à un pays au bord du chaos, la France, l'Allemagne, l'Italie et les Pays-Bas envoient des navires de guerre en République dominicaine pour exercer les pressions nécessaires en faveur de leurs compatriotes. En anticipation de l'intervention militaire, le président américain Théodore Roosevelt introduit le Corollaire Roosevelt à la Doctrine Monroe, déclarant que les États-Unis prendront la responsabilité de garantir que les nations d'Amérique latine remplissent leurs obligations financières. Conformément aux termes de cet accord, un Receiver General nommé par le président américain retient 55 % des revenus du pays pour payer les créanciers étrangers et remet les 45 % restants au gouvernement dominicain. Le gouvernement dominicain ne peut ni accroitre sa dette publique ni modifier sa politique douanière. Après deux années, la dette extérieure du pays passe de 40 à 17 millions de dollars. Le 7 février 1907, cet accord se transforme en traité signé à Saint Domingue, faisant passer le contrôle des paiements douaniers au Bureau des affaires insulaires (en) des États-Unis et concédant un prêt de 20 millions de dollars d'une banque de New-York comme garantie aux réclamations en attente. Les États-Unis deviennent ainsi l'unique créancier étranger de la République dominicaine.
En 1906, Carlos Morales Languasco (es) renonce à la présidence et le vice-président Ramón Cáceres devient président. Après avoir fait écraser la rébellion dans le nord-ouest par le général Desiderio Arias (es) favorable à Jimenes, le gouvernement apporte une stabilité politique et un essor économique avec l'aide des nouveaux investissements américains dans l'industrie sucrière. En outre, les États-Unis interviennent directement dans la politique intérieure, obligeant certains présidents à démissionner s'ils se refusent à devenir des instruments de la politique du département d’État. À la crise économique s'ajoute ainsi la crise politique et cinq présidents se succèdent entre 1911 et 1915. L'assassinat de Ramón Cáceres en 1911 dont Morales Languasco et Arias sont indirectement responsables, plonge à nouveau le pays dans le chaos.

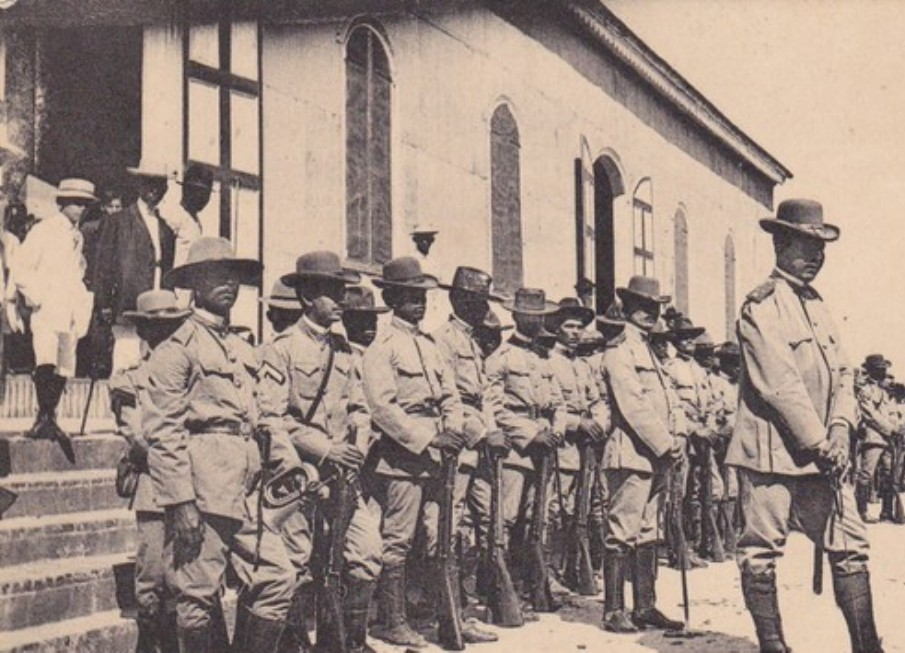
La Garde républicaine créée par Ramón Cáceres en 1907 (photo prise à Puerto Plata en 1910).

Pendant deux mois, le pouvoir exécutif se trouve aux mains d'une junte civile nommée par le chef des armées, le général Alfredo Victoria. L'excédent de plus de quatre millions de pesos laissés par Ramón Cáceres est dépensé immédiatement pour réprimer une série d'insurrections. Le général Victoria oblige le congrès à élire son oncle Eladio Victoria (es) au poste de président mais celui-ci est rapidement remplacé par l'archevêque Adolfo Alejandro Nouel (es). Après quatre mois, Nouel démissionne et le congressiste favorable à Horacio, José Bordas Valdez (es) le remplace. Il est allié de Desiderio Arias (es) et ainsi les pro-Jimenes restent au pouvoir. En 1913, Vásquez rentre de son exil à Porto Rico pour mener une nouvelle rébellion.
En juin 1914, le président américain, Woodrow Wilson émet un ultimatum pour que les deux parties mettent fin aux hostilités et qu'un nouveau président soit élu sinon les États-Unis en imposeront un. Après la présidence provisoire de Ramón Báez (es), Juan Isidro Jimenes (es) est élu en octobre et doit faire face aux nouvelles requêtes dont la nomination d'un directeur américain de travaux publics et assesseur financier ainsi que la création d'une nouvelle force militaire sous commandement officiel des États-Unis. Le Congrès national rejette ces demandes et démarre le processus de destitution contre Jimenes. Les États-Unis occupent Haïti en juillet 1915 avec la menace implicite que la République dominicaine puisse subir le même sort. En novembre, les États-Unis exigent de la République dominicaine de leur céder le contrôle de la collecte des recettes et des dépenses de l’État, ainsi que la dissolution de son armée et son remplacement par une gendarmerie formée et dirigée par des officiers américains. Le ministre de la guerre de Jimenes, Desiderio Arias (es) organise un coup d'État en avril 1916 donnant ainsi un prétexte aux Américains d'occuper le pays.

### Première occupation américaine (1916-1924)

#### Installation d'un régime militaire américain

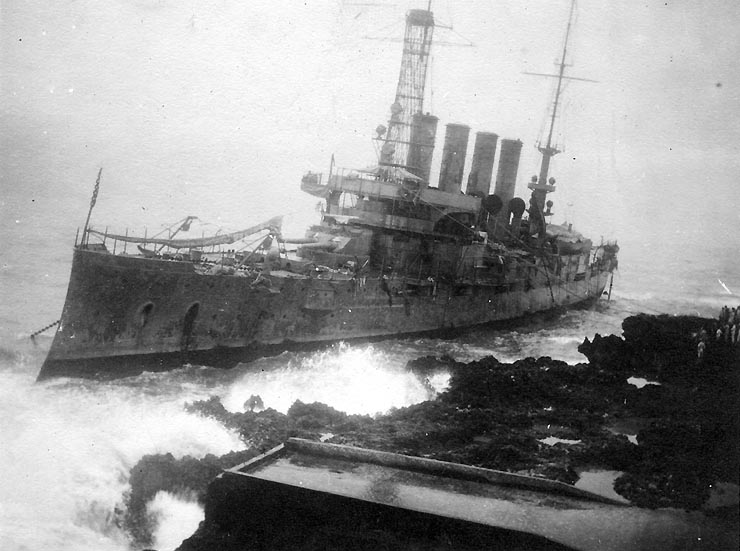
Naufrage de l' dans l'après-midi du 29 août 1916 en République dominicaine.

Les Américains débarquent à Saint Domingue le 15 mai 1916. Avant leur arrivée, Juan Isidro Jimenes (es) démissionne refusant d'être soumis à une puissance étrangère. Le 1er juin 1916, les marines occupent Monte Cristi et Puerto Plata et après une brève campagne militaire, ils prennent le fort de Saint Domingue début juillet. Le Congrès national élit le docteur Francisco Henríquez y Carvajal (es) au poste de président mais au mois de novembre 1916, après avoir refusé de satisfaire les demandes des États-Unis, Woodrow Wilson annonce la mise en place d'un gouvernement militaire américain imposé avec le contre-amiral Harry Shepard Knapp au poste de gouverneur militaire. La loi martiale est déclarée, les finances et l’administration sont entièrement sous le contrôle des États-Unis 

Illustration du débarquement américain en République dominicaine en 1916.

Les autorités militaires américaines introduisent certaines des réformes qui avaient été effectuées aux États-Unis durant l'ère progressiste, notamment la réforme de la fiscalité, des finances et de l'administration publique, le développement de l'instruction primaire et la construction d'un réseau routier qui comporte une autoroute entre Santiago et Saint Domingue. Une loi de sédition est instaurée pour incarcérer toute personne critiquant par la parole ou l'écrit l'occupation ou insultant un officier américain. Mais le principal legs de l'occupation est la création d'un corps national de police utilisé dans la lutte contre les différentes guérillas et qui servira plus tard de support pour l'ascension de Rafael Trujillo.

#### Résistance armée des Dominicains
Malgré les réformes, pratiquement tous les dominicains regrettent la perte de leur souveraineté au profit d'une puissance étrangère. Certains Américains parlent espagnol et se préoccupent du bien-être du pays mais le gouvernement militaire, incapable de gagner le soutien des leaders politiques dominicains, impose des lois strictes et emprisonne ceux qui critiquent l'occupation. En 1920, les autorités américaines promulguent la loi d'enregistrement des terres qui démembre les terres et des milliers de paysans se retrouvent dépossédés de leurs terres car ils ne disposent pas de titres de propriété en bonne et due forme mais des titres faux sont légalisés en faveur des compagnies sucrières.
Dans le sud-est, les paysans dépossédés de leurs terres créent des groupuscules armés appelés gavilleros et livrent une guérilla qui durera tout au long de l'occupation. La plupart des combats se déroulent à Hato Mayor et à El Seibo. À certains moments, les marines américains affrontent de huit à douze gavilleros composés chacun de plusieurs centaines de personnes. Les guérilleros bénéficient d'une meilleure connaissance du terrain et du soutien de la population locale obligeant ainsi les marines à faire appel à des méthodes de contre-insurrection de plus en plus violentes. Toutefois, les rivalités entre les différents groupes les ont souvent amenés à se battre les uns contre les autres, voire à coopérer avec les forces d'occupation. De plus, le fossé culturel entre les paysans et les habitants des villes empêchent la guérilla de coopérer avec le mouvement nationaliste de la classe urbaine moyenne.
L'augmentation du nombre des maquisards et l'extension de leurs activités conduisent les États-Unis à dépêcher des renforts. La répression et les campagnes de ratissages ont surtout pour effet d'accentuer la colère de la population. Les atrocités perpétrées par les marines dans ces opérations soulèvent une immense émotion conduisant à un sentiment généralisé « d'hostilité et d'amertume parmi les habitants », doit reconnaitre le diplomate américain Summer Welles.

#### Crise économique de l'industrie sucrière

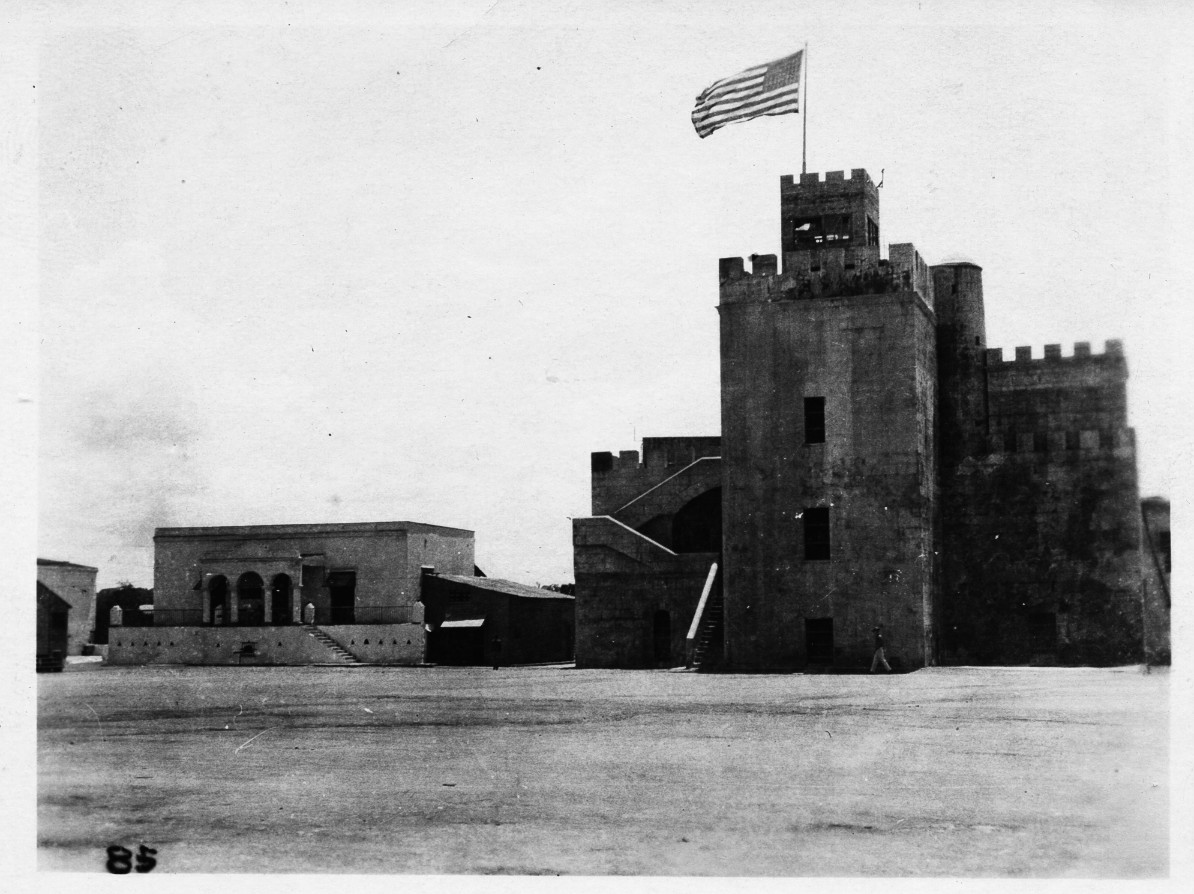
Le drapeau américain flottant sur la Forteresse Ozama.

Lors de ce que l'on a appelé « la danse des millions », avec la destruction des productions européennes des betteraves sucrières durant la Première Guerre mondiale, le prix du sucre atteint son niveau historique le plus haut en passant de 5,50 dollars en 1914 à 22,50 dollars le kilo en 1920. Les exportations dominicaines de sucres augmentent passant de 122,642 tonnes en 1916 à 158,803 tonnes en 1920 et faisant gagner un record de 45,3 millions de dollars au pays. Cependant la production européenne de betteraves sucrières reprend rapidement ce qui, conjointement à l'augmentation de la production mondiale de canne à sucre, sature le marché mondial faisant ainsi s'effondrer le cours jusqu'à atteindre deux dollars le kilo en 1921. Cette crise cause la faillite de beaucoup de planteurs de canne à sucre et permet à de grands conglomérats américains de dominer le l'industrie sucrière. En 1926, seules vingt-et-une plantations sont toujours en marche représentant 520,000 hectares, douze appartiennent à des Américains et représentent 81 % de la superficie totale. Alors que les planteurs étrangers ont construit une industrie sucrière intégrée dans la société dominicaine, ces corporations envoient leurs bénéfices aux États-Unis. Quand les prix baissent, les plantations dépendent de plus en plus des travailleurs haïtiens. Cela est facilité par l'introduction du contrat de travail régulé par le gouvernement militaire, l'augmentation de la production de sucre dans le sud-ouest près de la frontière avec Haïti, et une série de grèves organisées par la Universal Negro Improvement Association.

#### Départ des Américains (1922-1924)

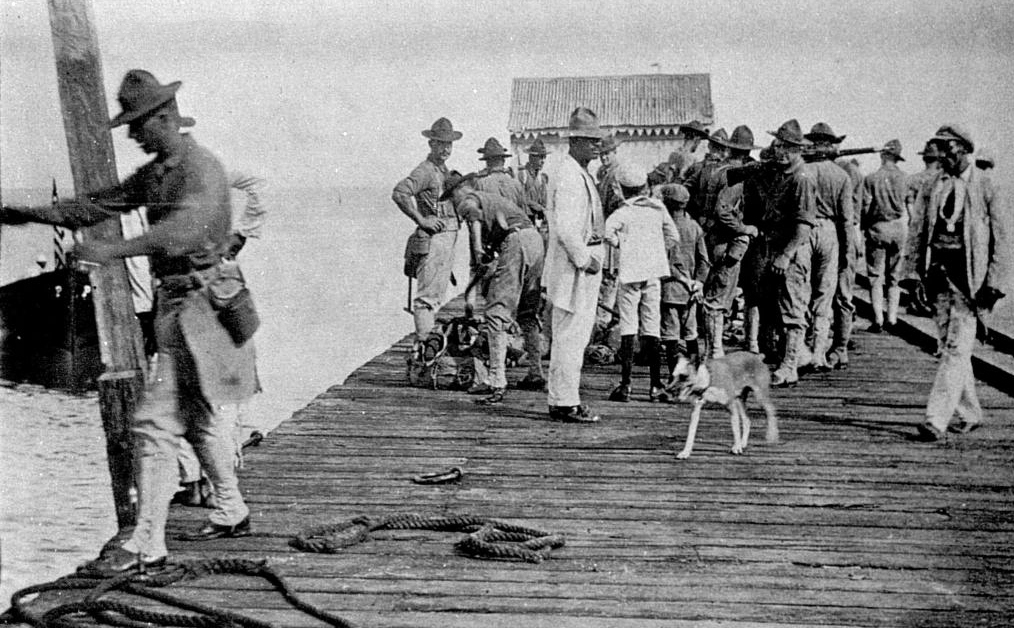
Des marines américains en République dominicaine.

Lors des élections présidentielles de 1920 aux États-Unis, le candidat républicain, Warren Harding, critique l'occupation de la République dominicaine et promet un départ éventuel des États-Unis s'il est élu. Alors que Juan Isidro Jimenes (es) et Horacio Vásquez demandent des concessions aux États-Unis, l'effondrement du cours du sucre discréditent le gouvernement militaire et donne naissance à une nouvelle organisation nationaliste, l'Union nationale dominicaine (Unión Nacional Dominicana (es)) avec le docteur Francisco Henríquez y Carvajal (es) depuis son exil à Santiago de Cuba, Cuba, pays qui exige le retrait immédiat et sans conditions des Américains. Ils font alors alliance avec les nationalistes frustrés de Porto Rico et de Cuba ainsi qu'avec les opposants de l'occupation américaine, en particulier avec The Nation et la Haiti-San Domingo Independence Society.
En mai 1922, l'avocat dominicain, Francisco J. Peynado, se rend à Washington et négocie le Plan Hughes-Peynado (es). Celui-ci stipule la mise en place immédiate d'un gouvernement provisoire dans l'attente des élections, l'approbation des lois promulguées par le gouvernement militaire américain et la continuité du traité de 1907 jusqu'à ce que la dette extérieure de la République dominicaine soit soldée. Le 1er octobre 1922, Juan Bautista Vicini Burgos (es), fils d'un riche immigrant italien planteur de canne à sucre, est nommé président provisoire et ainsi démarre le processus de retrait des États-Unis.

## Troisième république (1924-1966)

### Gouvernement Horacio Vásquez (1924-1931)

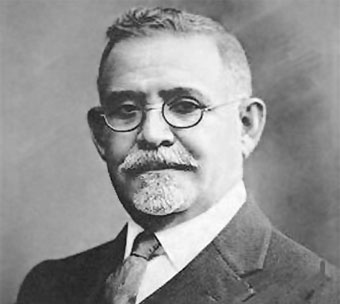
Horacio Vasquez

L'occupation militaire se termine en 1924, avec la tenue de nouvelles élections qui voient la victoire de Horacio Vásquez (1860-1936). Dans un souhait de conserver le pouvoir, il décide d'allonger le mandat présidentiel de quatre à six ans. La base juridique est discutable mais le changement est approuvé par le Congrès même si la promulgation invalide la constitution de 1924 que le même Vásquez avait juré de défendre. La Grande dépression fait chuter le cours du kilo de sucre à moins de un dollar.
Les élections sont prévues pour le mois de mai 1930 mais vu la manière dont Vásquez a prolongé son mandat présidentiel crée des suspicions sur l'impartialité des élections. En février 1930, une révolution éclate à Saint Domingue menée par un avocat, Rafael Estrella Ureña (es). Lorsque le commandant de la Garde nationale dominicaine (actuelle police nationale), Rafael Trujillo, ordonne à ses troupes de rester dans leurs casernes, Vásquez, vieux et malade, est contraint à l'exil et nomme Estrella président par intérim. En mai 1930, Trujillo est élu avec plus de 95 % des voix avec le soutien de l'armée qui a harcelé et menacé préalablement le personnel des bureaux de vote et les opposant potentiels. Après sa prise de fonction au mois d'août, le Congrès dominicain, à sa demande, proclame le début de « l'Ère de Trujillo ».

### Ère Trujillo (1931-1961)

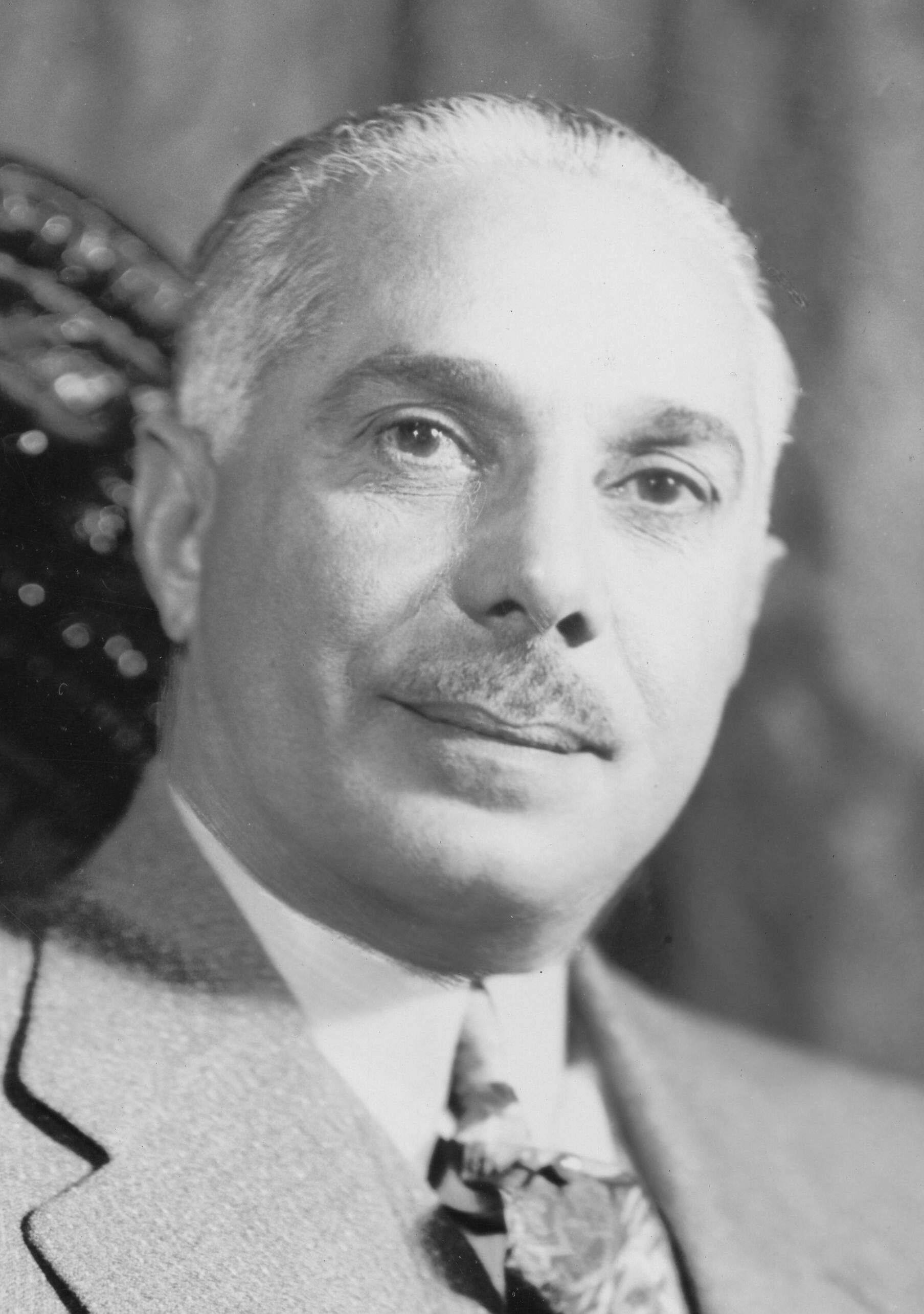
Rafael Trujillo

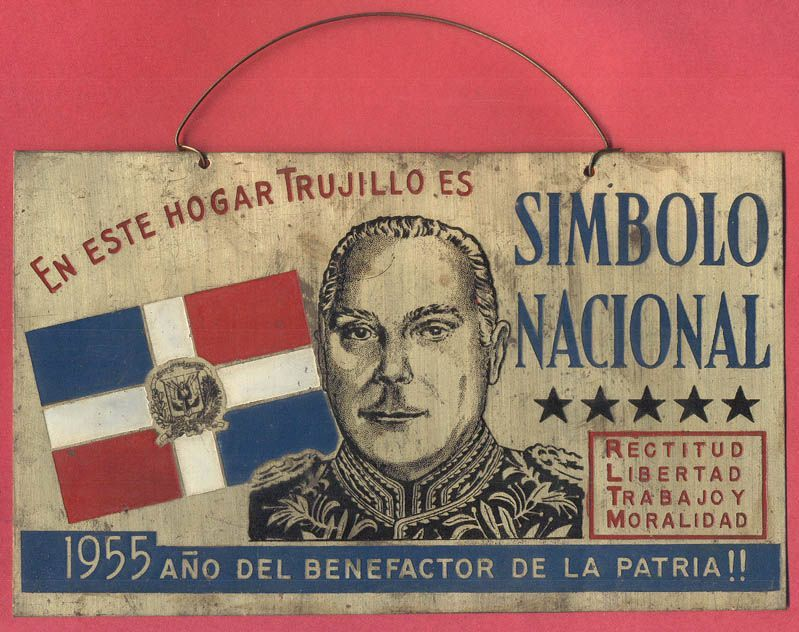
Propagande politique en faveur de Rafael Trujillo en 1955 où il est écrit : « Dans ce foyer, Trujillo est un symbole national »

#### Installation de la dictature et du culte de la personnalité
Rafael Leónidas Trujillo, un allié des Américains, établit un contrôle politique absolu avec une répression sévère des droits des Dominicains, alors que la reprise économique est là mais seuls ses partisans et lui-même en profitent. Trujillo utilise son parti, le Parti dominicain, pour valider ses décisions. Mais la vraie source de son pouvoir est la Garde nationale, l'institution la plus grande, la plus armée et la plus centralisée de toutes les forces armées du pays. Il dissout les milices régionales (principales sources d'opposition) pour les intégrer dans sa Garde nationale. Il veut faire de son armée une des forces armées majeures de l'Amérique latine. En 1940, l'armée représentait 21 % du budget national.
Au même moment, Rafael Trujillo (1891-1961) développe un système élaboré d'agence d'espionnage. À la fin de l'année 1950, il existe sept catégories d'agence d'espionnage qui s'espionnent les unes les autres ainsi que tout le peuple dominicain. Tous les citoyens sont contraints de porter les cartes d'identifications et les passes de bonne conduite de la police secrète.
Obsédé par son image, Rafael Trujillo met en avant un véritable culte de la personnalité. Quand un ouragan s'abat sur Saint Domingue en 1930 tuant plus de 3 000 personnes, Trujillo la fait reconstruite et la rebaptise Ciudad Trujillo (« Trujillo Ville »). Il rebaptise également la montagne la plus haute du pays et des Caraïbes, le Pico Duarte en Pico Trujillo. Plus de 1.800 statues sont fabriquées et tous les projets de travaux publics doivent porter une plaque « Ère de Trujillo, bienfaiteur de la Patrie ».

#### Représailles contre les Haïtiens
En 1937, Trujillo ordonne le massacre de 17.000 à 35.000 Haïtiens, en prétendant que les exiliés haïtiens en République dominicaine conspirent pour renverser le régime. On lui attribue cependant la loi de l'œil pour œil en représailles des massacrés perpétrés précédemment par Haïti. Les soldats dominicains montrent du persil aux personnes suspectées d'être haïtienne en leur demandant de prononcer perejil, le mot espagnol pour « persil », un mot difficile à prononcer pour un non-hispanophone. Aussi ce massacre est connu aujourd'hui comme le Massacre du Persil et soulève d'importantes critiques au niveau international. Il est la conséquence d'une nouvelle politique de Trujillo appelée la « dominicanisation de la frontière ». Les noms des lieux frontaliers sont changés du créole ou du français vers l'espagnol. La pratique du vaudou est déclarée illégale.
Des quotas sont imposés sur le nombre de travailleurs étrangers que les entreprises peuvent embaucher et une loi est votée pour interdire aux Haïtiens de rester dans le pays après la récolte du sucre.

#### Trujillo dans les relations internationales

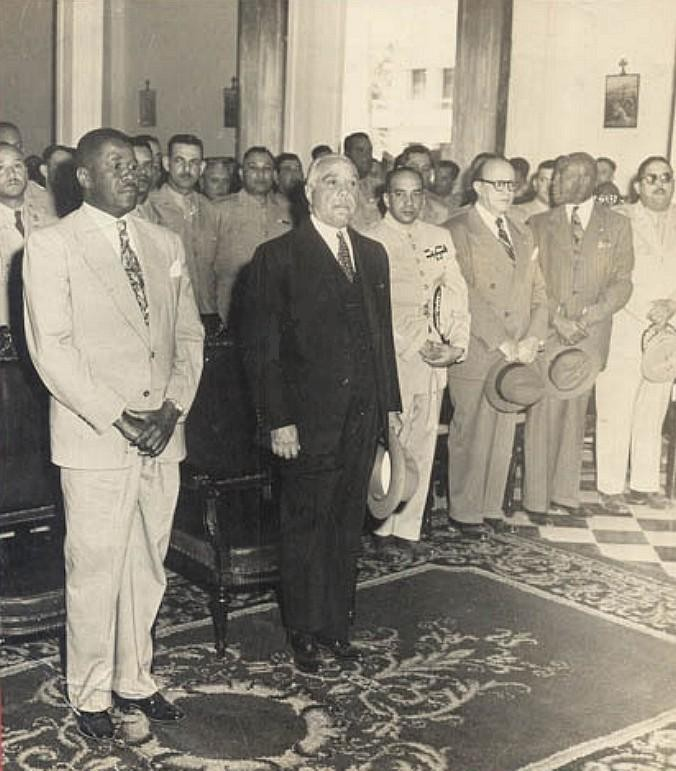
Rafael Trujillo accueillant le président haïtien Paul Magloire à Ciudad Trujillo (actuel Saint Domingue) en février 1951.

Bien que Trujillo tente d'imiter le Général Francisco Franco, il accueille les réfugiés républicains espagnols à la fin de la guerre civile espagnole. Pendant l'Holocauste de la Seconde Guerre mondiale, la République dominicaine est le seul pays d'Amérique à ouvrir ses frontières aux Juifs d'Europe. Ces décisions font partie d'une politique pro-blanche liée à la xénophobie anti-haïtienne qui essaye d'ajouter des blancs à la population dominicaine en favorisant l'immigration provenant d'Europe.
Dans le cadre d'une politique de bon voisinage en 1940, le Département d'État américain signe un traité avec Rafael Trujillo par lequel les États-Unis renoncent à leur contrôle sur les douanes du pays. Quand les Japonais attaquent Pearl Harbor, Trujillo suit les États-Unis en déclarant la guerre aux forces de l'Axe bien qu'il ait exprimé ouvertement son admiration pour Hitler et Mussolini.
Durant la guerre froide, Rafael Trujillo conserve des liens serrés avec les États-Unis et se déclare lui-même comme « l'anti-communiste numéro un » au monde. Il devient le premier président d'Amérique latine à signer une Convention d'assistance de mutuelle défense avec les États-Unis.

#### Pillage de l'économie nationale
Trujillo et sa famille établissent un quasi-monopole sur l'économie nationale. Au moment de sa mort, il détient une fortune d'environ 800 millions de dollars , sa famille et lui possèdent environ 50 à 60 % des terres cultivables (environ 700,000 hectares) et ses entreprises représentent 80 % de l'activité commerciale de la capitale. Il exploite le sentiment nationaliste pour acheter la majorité des plantations de canne à sucre du pays et les raffineries des corporations américaines, il dirige un monopole dans le commerce du sel, du riz, du lait, du ciment, du tabac, du café et des assurances. Il s'approprie deux grandes banques, différents hôtels, des installations portuaires, la compagnie aérienne et une compagnie de transport maritime. Il baisse de 10 % le salaire de tous les employés du secteur public (prétendument en faveur de son parti) et il reçoit une partie des revenus de la prostitution.
La Seconde Guerre mondiale augmente les exportations dominicaines engendrant un essor économique et une expansion des infrastructures nationales dans les années 1940 et jusqu'au début des années 1950. Durant cette période, la capitale devient un centre administratif pour le centre national de transport maritime et l'industrie mais les nouvelles routes mènent comme par hasard aux plantations et aux usines de Trujillo et les nouveaux ports favorisent les exportations provenant des entreprises de Trujillo.
La mauvaise administration et la corruption donnent lieu à de grands problèmes économiques. À la fin des années 1950, l'économie se détériore en raison d'une combinaison de dépenses excessives pour un festival célébrant le 25e anniversaire du régime, pour l'achat de moulins à sucre et des centrales électriques privées, et une décision d'investir dans la production de sucre d'État qui se révèle être un échec.

#### Assassinat de Trujillo et la fin du régime
En 1956, les agents de Trujillo à New York tuent Jesús Galíndez, un exilé basque qui avait travaillé pour Trujillo avant de dénoncer son régime dans l'opinion publique américaine. Mais en août 1960, l'Organisation des États américains (OEA) impose des sanctions diplomatiques à son encontre pour sa complicité dans la tentative d'assassinat du président vénézuélien Rómulo Betancourt.
De crainte que le pays puisse s'unir contre Rafael Trujillo et le remplacer par un communiste, la CIA aide un groupe de dissidents dominicains à assassiner Trujillo sur le chemin de sa maison de campagne près de San Cristóbal le 30 mai 1961.
Les sanctions se maintiennent après la mort de Trujillo. Son fils, Ramfis Trujillo, prend le pouvoir de facto mais est renversé par ses deux oncles après une dispute au sujet de la possible libéralisation du régime. En novembre 1961, la famille Trujillo, forcée à l'exil, se retire en France. Celui qui était jusque-là un président fantoche, Joaquín Balaguer Ricardo, prend finalement le pouvoir.
En janvier 1962, un Conseil d'État composé de membres modérés de l'opposition est créé avec des pouvoirs législatifs et exécutifs séparés. Les sanctions de l'OEA sont levées le 4 janvier, et après la démission du président Joaquín Balaguer Ricardo le 16 janvier, Rafael Bonnelly prend la tête du gouvernement dominicain. En 1963, Juan Bosch est proclamé président, mais un coup d'État militaire le renversera en septembre de cette même année.

### Instabilité post-dictature et seconde occupation américaine (1965-1966)

Arrivée de soldats du Honduras, membres de la en République dominicaine, en mai 1965.

#### Élection de Juan Bosch
Face à l'insistance des États-Unis, Balaguer se voit obligé de partager le pouvoir avec un conseil d'État formé de sept membres établi le 1er janvier 1962 et qui inclut des membres modérés de l'opposition. Les sanctions de l'OEA sont levées le 4 janvier et, après une tentative de coup d'État, Balaguer part en exil le 16 janvier. Le Conseil d'État réorganisé sous la présidence de Rafael Filiberto Bonnelly (es) prend la tête du gouvernement dominicain jusqu'aux élections suivantes.

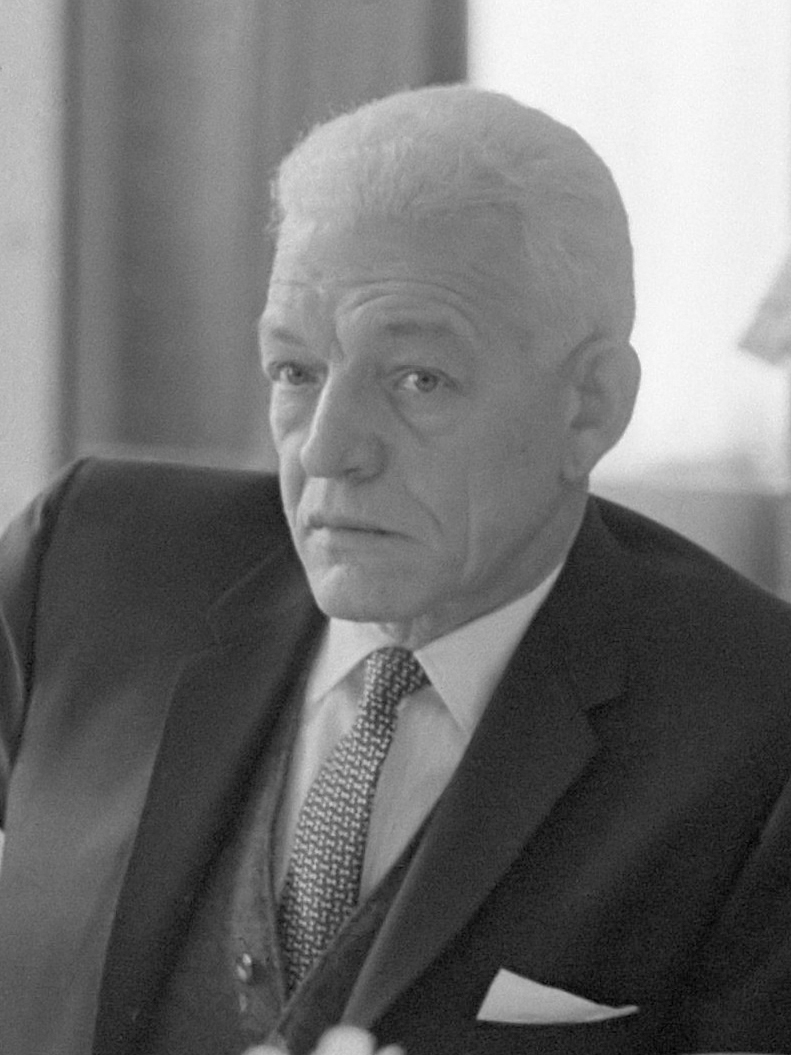
Juan Bosch en 1963.

Ces élections sont organisées en décembre 1962 et ont été remportées par Juan Bosch, un érudit centriste qui a fondé en exil le Parti Révolutionnaire Dominicain (Partido Revolucionario Dominicano - PRD) durant la dictature de Rafael Trujillo. Dès sa prise de fonction, il lance de profondes réformes du pays. Le 29 avril 1963 il proclame une nouvelle constitution qui garantit au peuple des libertés inédites dans le pays, notamment en matière de droit du travail, comme la reconnaissance des syndicats, mais aussi d'égalité entre homme et femme ou de protection des fermiers. En outre, il pose le principe d'une réforme agraire, légalise le divorce, proclame l'égalité des enfants naturels et légitimes, commence à contrôler les finances et la corruption et annule des contrats avec des compagnies nord-américaines afin de privilégier les intérêts de la République dominicaine
Ces réformes irritent profondément les secteurs les plus conservateurs de la société dominicaine : les latifundistes qui voient contester leur prérogatives sur les paysans, l'Église catholique qui s'oppose à la sécularisation de la société qu'il encourage et les industriels qui s'opposent aux nouveaux droits pour les ouvriers. En outre, les États-Unis craignent que Juan Bosch se déclare à son tour communiste, à l'instar de Fidel Castro dont il est proche. En septembre 1963, Bosch est renversé par un coup d'État militaire mené par le colonel Elías Wessin y Wessin (es), il est alors remplacé par une junte militaire composée de trois hommes. Bosch part en exil à Porto Rico. Fidèle à sa politique réformiste d'Alliance pour le progrès le Président John Fitzgerald Kennedy décide alors de rompre les relations diplomatiques. Mais elles sont rétablies peu après, le 14 décembre, par son successeur Lyndon B. Johnson déterminé à soutenir les dictatures les plus réactionnaires pour contrer la menace communiste.
Après le coup d'État, un triumvirat prend le pouvoir et une dictature se remet en place le 16 avril 1965. Contre ce qui est parfois qualifié de « trujillisme sans Trujillo » (les structures de répression de la dictature ayant été rétablies), deux partis d'inspiration marxiste mais très minoritaires, le Mouvement du 14-Juin et le Mouvement populaire dominicain, s'engagent dans des actions de guérilla. Devant la crise économique et la corruption des dirigeants politiques et militaires, le ressentiment populaire continue de s'accroitre et des troubles éclatent. Une nouvelle rébellion militaire le 24 avril 1965 demandant le retour de Bosch. Les insurgés, officiers réformistes, civils et combattants fidèle à Bosch sous le commandement du colonel Francisco Alberto Caamaño (es), et qui se font appeler les « constitutionnalistes » mènent un coup d'État en prenant le Palais national. Immédiatement après, les forces militaires conservatrices du colonel Elías Wessin y Wessin (es), qui se font appeler les « loyalistes », répondent par des attaques des chars et des bombardements aériens contre Saint Domingue.

#### 1965-1966: seconde occupation américaine

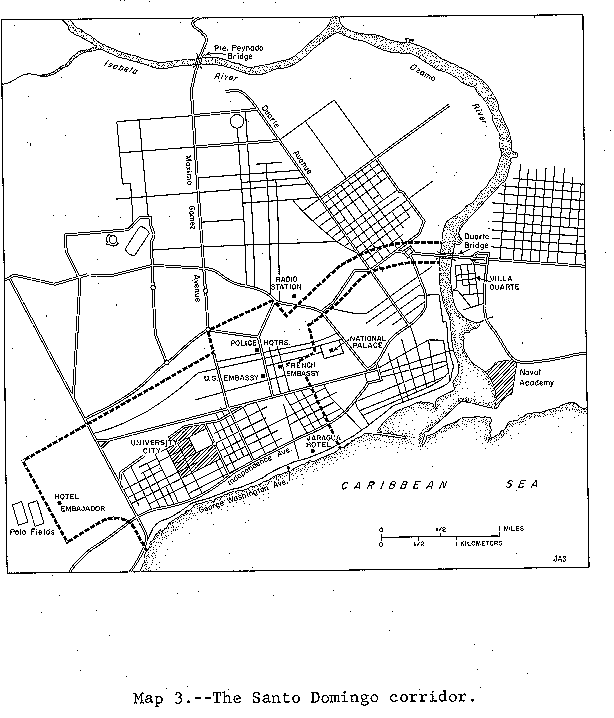
Plan du corridor de sécurité de Saint Domingue en 1965.

Le 28 avril 1965, par suite de la crainte de voir le pays tomber sous contrôle communiste, les militaires américains interviennent officiellement pour protéger les ressortissants étrangers et les évacuer. Lors de ce qu'on appelle l'Opération Power Pack, 23.000 marines américains sont envoyés en République dominicaine. L'armée des États-Unis reste sur le territoire jusqu'en septembre 1966 et passe le relais à la Force interaméricaine de paix (es), une force d'Amérique Latine conduite par le Brésil qui sera démantelée en 1967.
Refusant la victoire militaire, les rebelles constitutionnalistes forment rapidement un Congrès constitutionnaliste qui élit Francisco Alberto Caamaño (es) président du pays. Les fonctionnaires américains s'y opposent et soutiennent le général Antonio Imbert Barrera (es). Le 7 mai 1965, Imbert Barrera est nommé président du « Gouvernement de reconstruction nationale ». L'étape suivante dans le processus de stabilisation prévu par Washington et l'OEA est d'arranger un accord entre le président Caamaño et le président Imbert Barrera pour former un gouvernement provisoire en attendant des élections anticipées.
Le 13 mai, le général Imbert démarre « l'Opération Nettoyage » (Operación Limpieza en espagnol) et ses troupes réussissent à l'éliminer les foyers de résistance rebelles hors de Ciudad Nueva et à censurer Radio Saint Domingue. Cette opération se termine le 21 mai.
Le 14 mai, les Américains établissent un « corridor de sécurité » qui connecte la base aérienne de San Isidro et le Pont Duarte avec l'Hôtel Embajador et l'Ambassade des États-Unis dans le centre de Saint Domingue. Les routes sont bloquées et les patrouilles circulent de manière continue. Environ 6 500 personnes de différentes nationalités sont évacuées. De plus, les États-Unis parachutent du matériel de secours à destination des Dominicains.
Courant mai 1965, la majorité de l'OEA vote l'Opération Push ahead, la réduction des forces américaines et leur remplacement par une Force interaméricaine de paix (es) qui se constitue officiellement le 23 mai 1965. Les forces envoyées en République dominicaine sont de 1 130 hommes pour le Brésil, 250 pour le Honduras, 184 pour le Paraguay, 160 pour le Nicaragua, 21 policiers militaires pour le Costa Rica et 3 officiers d'État-major pour le Salvador. Le premier contingent à arriver est une compagnie de fusiliers du Honduras qui sont rapidement rejoints par des détachements du Costa Rica, du Salvador et du Nicaragua. Le Brésil envoie l'unité majeure, un bataillon blindé d'infanterie. Le général brésilien, Hugo Alvim prend la tête des forces terrestres de l'OEA et le 26 mai 1965, les forces américaines commencent à se retirer.
Les affrontements continuent jusqu'à la déclaration d'une trêve le 31 août 1965. La majorité des troupes américaines partent peu après et ensuite, la surveillance et les opérations de paix sont confiées aux troupes brésiliennes mais les dernières troupes américaines restent dans le pays jusqu'en septembre 1966. Finalement, 44 soldats américains sont morts dont 27 en action, 172 sont blessés. On estime qu'entre 6.000 et 10.000 Dominicains sont morts, la majorité d'entre eux sont des civils.
Face aux menaces et aux attaques en cours, ce qui inclut une attaque particulièrement violente à l'Hôtel Matum de Santiago de los Caballeros, Caamaño accepte un accord imposé par les États-Unis. Le président provisoire dominicain, Héctor García Godoy (es), envoie le colonel Caamaño comme attaché militaire à l'ambassade dominicaine au Royaume-Uni.

## Quatrième république (1966-présent)

### Époque Balaguer (1966-1996)

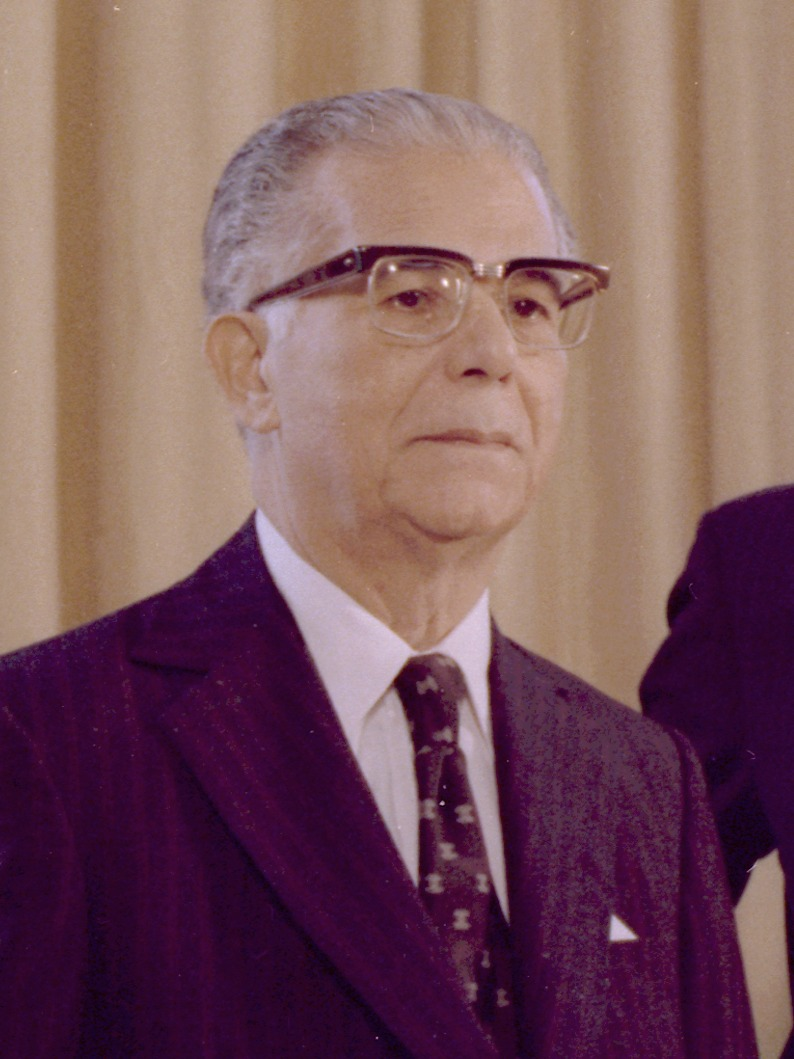
Le président Joaquín Balaguer en 1977.

#### Deuxième présidence Balaguer (1966-1978)
En juin 1966, le président Joaquín Balaguer Ricardo (1906-2002), chef du Parti Réformiste (qui s'appelle de nos jours Parti réformiste social chrétien (PRSC), est élu en mai 1970 et en mai 1974. Les deux fois, la plupart des partis de l'opposition doivent retirer leurs candidatures à cause des pressions et de la violence des militants pro-gouvernementaux.
Le 28 novembre 1966, une nouvelle constitution est promulguée. Celle-ci stipule que le président est élu pour un mandat de quatre ans. Son élection comporte un deuxième tour si le premier ne parvient pas à déterminer le vainqueur. La majorité est fixée à dix-huit ans mais les personnes mariées ayant moins de dix-huit ans peuvent également voter.
Balaguer mène des réformes économiques visant à ouvrir le pays aux investisseurs étrangers tout en protégeant les industries d'État et certains intérêts privés. Ce modèle de développement économique ambigu produit des résultats mitigés. Le taux de croissance économique reste soutenu au cours des neuf ans de pouvoir de Balaguer (taux de croissance annuel moyen de 9,4 % entre 1970 et 1975), épisode que les gens appellent le « miracle dominicain ». Les investissements étrangers (principalement américains) ainsi que l'aide étrangère se développent alors que les devises tirées des exportations de sucre atteignent un niveau élevé grâce au cours élevé de cette denrée sur le marché international.
Cependant, cet excellent développement macroéconomique n'est pas accompagné par une distribution équitable de la richesse. Alors qu'un groupe de nouveaux millionnaires fleurit durant le gouvernement de Balaguer, les pauvres deviennent toujours plus pauvres. De plus, ces pauvres sont la cible de la répression de l'État. Leurs revendications socioéconomiques sont étiquetées comme communistes et traitées comme telles par l'appareil répressif de l'État.

#### Intermède Guzmán et Blanco (1978-1986)
Aux élections de mai 1978, Balaguer est défait par Antonio Guzmán Fernández du Parti révolutionnaire dominicain (PRD). Balaguer ordonne à l'armée de détruire les urnes et se déclare lui-même vainqueur. Le président américain, Jimmy Carter refuse de reconnaître la prétendue victoire de Balaguer. Face au manque de soutien venant de l'extérieur, Balaguer reconnaît sa défaite. Antonio Guzmán prend le pouvoir le 16 août 1978, c'est la première fois qu'une transition politique d'un président élu se déroule de manière pacifique.
À la fin des années 1970, la croissance économique ralentit considérablement au fur et à mesure que le prix du sucre baisse et que le prix du pétrole augmente. L'augmentation de l'inflation et du chômage entraîne une vague d'émigration massive de la République dominicaine vers New York.
Le candidat du PRD à la présidence, Salvador Jorge Blanco, gagne les élections de 1982 face à Balaguer et à Bosch, et le PRD a obtenu une majorité dans les deux assemblées du congrès. Afin de relancer l'économie, le gouvernement met en place des mesures drastiques d'austérité recommandées par le Fonds monétaire international (FMI). En avril 1984, les prix des produits de première nécessité étant en hausse, les émeutes se sont multipliées et auraient entraîné la mort de centaines de personnes par le biais des forces de l'ordre. Ce contexte socio-économique difficile prépare le retour de Balaguer aux élections de 1986.

#### Troisième présidence Balaguer (1986-1996)
Balaguer retourne au palais présidentiel avec ses victoires en 1986 et 1990. Les élections de 1990 sont marquées par la violence et le soupçon de fraude électorale. Il en est de même pour les élections de 1994 qui sont caractérisées par une violence générale destinée à intimider les membres de l'opposition. Balaguer gagne à nouveau en 1994 mais la majorité des observateurs considèrent que les élections ont été truquées. Les opposants réclament une réforme constitutionnelle et électorale. Sous la pression des États-Unis, Balaguer accepte d'organiser des nouvelles élections pour 1996 auxquelles il ne participe pas.
Afin de relancer l'économie, il a initié une série de grands travaux publics. Néanmoins en 1988, le pays glisse dans une dépression économique caractérisée par l'inflation et la dévaluation de la monnaie. Les difficultés économiques, couplées aux problèmes d'accès aux services élémentaires (électricité, eau, transports) ont suscité un mécontentement populaire qui est la cause de manifestations, parfois de violences, mais surtout d'une grève générale qui paralyse le pays en juin 1989.
En 1990, Balaguer instaure le second plan de réformes économiques. Après avoir signé un accord avec le FMI, équilibrant le budget et diminuant l'inflation, la République dominicaine connaît une période de croissance économique marquée par une inflation modérée, un certain équilibre entre importation et exportation, ainsi qu'un PIB en constante hausse.

### Retour de la démocratie (1996-)
Depuis 1998, la Freedom House considère que la République dominicaine est un État démocratique.

#### Première présidence Leonel Fernández (1996-2000)

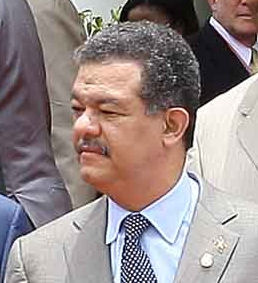
Leonel Fernández en 2009.

En juin 1996, Leonel Fernández (1953-) est élu président pour un mandat de quatre ans, désormais la durée officielle du mandat. Il gagne avec plus de 51 % des votes au nom du parti de Juan Bosch, le Parti de la libération dominicaine (PLD) et par une alliance avec Balaguer. Le premier acte important de Fernández est la vente de quelques entreprises publiques. On vante les mérites du nouveau président pour avoir mis fin à des décennies d'isolement et pour avoir amélioré les relations avec d'autres pays des Caraïbes. En revanche, il est critiqué pour ne pas lutter contre la corruption et pour ne pas soulager la pauvreté qui touche 60 % de la population.

#### Présidence Hipólito Mejía Domínguez (2000-2004)
En mai 2000 Hipólito Mejía Domínguez (1941-) est élu président au nom du parti de centre-gauche, le Parti révolutionnaire dominicain. Il est élu dans le cadre d'un mécontentement populaire à cause des coupures d'électricité et la privatisation récente du secteur.
Durant la présidence de Mejía Domínguez, l'inflation augmente de manière significative et le peso dominicain voit sa valeur fluctuer de manière importante. La valeur du peso passe d'un dollar américain pour seize pesos à un dollar pour soixante pesos. Au moment où il quitte la présidence, un dollar s'échange pour quarante-deux pesos,,,.
La République dominicaine participe à la coalition américaine en Irak en entrant dans la Brigade hispano-américaine dirigée par l'Espagne durant la guerre d'Irak. Toutefois, le pays retire ses 300 hommes en 2004.
Hipólito Mejía Domínguez est battu aux élections présidentielles par l'ex-président, Leonel Fernández.

#### Deuxième présidence Leonel Fernández (2004-2012)
En mai 2004, Leonel Fernández est réinvesti président, le transfert de pouvoir a lieu le 16 août 2004.

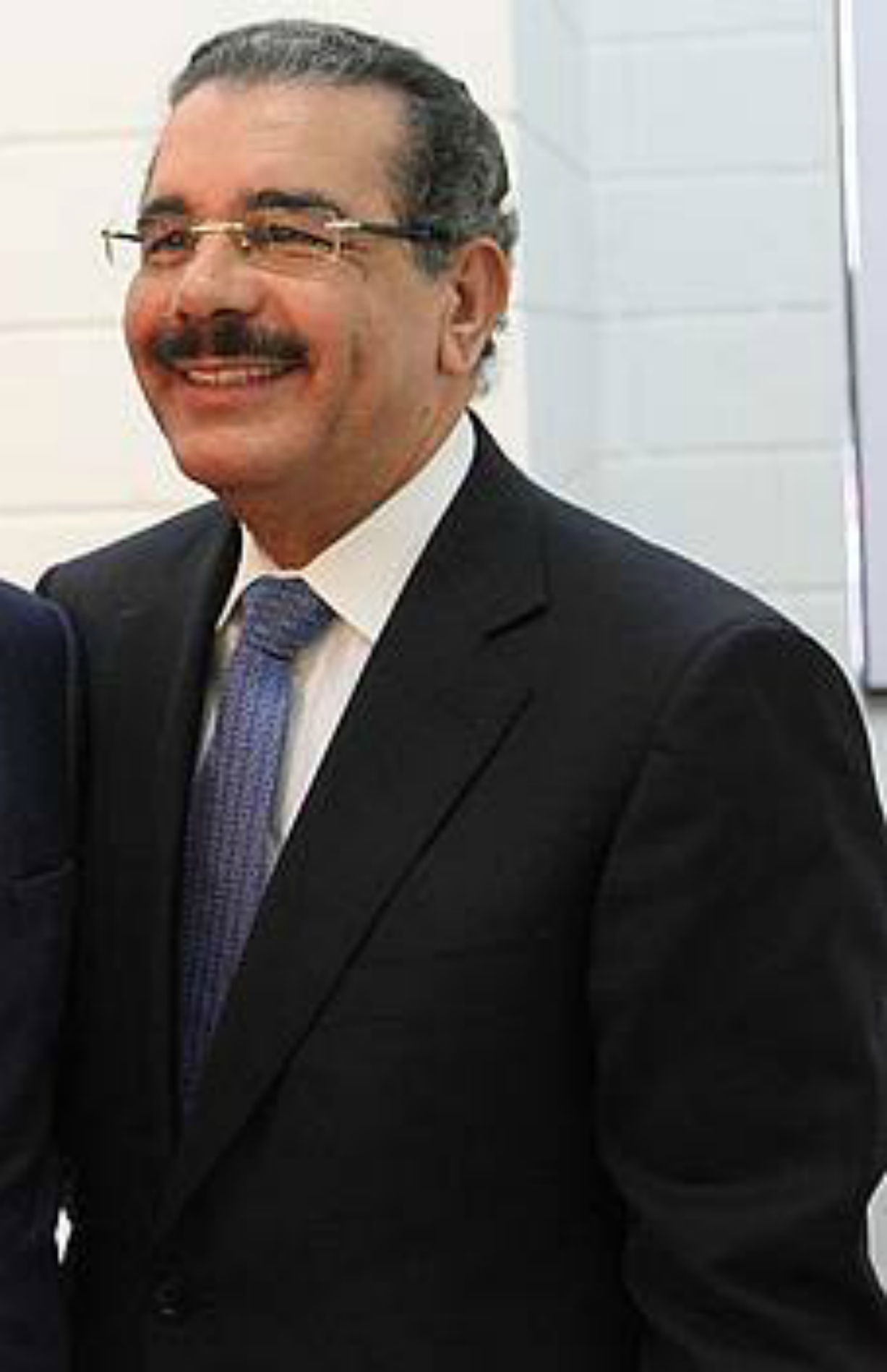
Danilo Medina en 2012.

Le président met en place des mesures d'austérité pour faire baisser l'inflation et sortir le pays de la crise économique. Au premier semestre de 2006, la croissance économique est de 11,7 % et la valeur du peso dominicain descend à 28 pesos pour un dollar mais cela ne dure pas et le peso se stabilise à 34 pesos pour un dollar.
Son gouvernement est caractérisé par la construction de grands ouvrages publics et les réformes institutionnelles mais aussi par l'augmentation de l'insécurité, les cas de narcotrafic, la corruption administrative et le clientélisme politique.

#### Présidence Danilo Medina (2012-2020)
Fernández est remplacé lors des élections présidentielles de 2012 par un membre de son propre parti, Danilo Medina (1951-). Mejía, principal participant du Parti révolutionnaire dominicain, a été battu dès le premier tour par Medina.
Medina commence son mandat par une série de réformes controversées afin de faire face à la situation fiscale laissée par le gouvernement de Fernández qui, malgré une prétendue politique d'austérité, a laissé un grand déficit fiscal durant son dernier mandat estimé à plus de 180 milliards de pesos dominicains.

#### Présidence Luis Abinader (2020-présent)

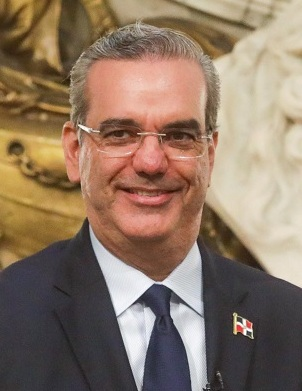
Luis Abinader

- Luis Abinader (1967-)

## Émigration dominicaine dans le monde
Durant les trois dernières décennies, les envois de fonds des Dominicains résidents à l'étranger, principalement aux États-Unis, deviennent de plus en plus importants pour l'économie. De 1990 à 2000, la population dominicaine aux États-Unis augmente passant de 520.121 en 1990 à 1.041.910 en 2000 dont les deux tiers sont nés en République dominicaine. Plus de la moitié d'entre eux vivent à New-York en particulier dans le quartier de Washington Heights, au nord de Manhattan. Durant la dernière décennie, la République dominicaine est devenue la principale source d'immigration vers New-York et aujourd'hui le Grand New York compte plus de Dominicains que n'importe quelle autre ville, à l'exception de Saint Domingue. La communauté dominicaine s'est aussi développée dans le New Jersey (en particulier à Paterson), Miami, Boston, Philadelphie, Providence et Lawrence (Massachusetts).
De plus, des dizaines de milliers de Dominicains et leurs descendants vivent à Porto Rico. Beaucoup d'entre eux arrivent de manière illégale par le Canal de la Mona. Certains s'y établissent, d'autres continuent leur route vers les États-Unis.
En 2006, les Dominicains résidents à l'étranger ont envoyé environ trois milliards de dollars à leur famille restée au pays. En 1997, une nouvelle loi rentre en vigueur permettant aux Dominicains résidents à l'étranger de conserver leur citoyenneté et d'exercer leur droit de vote aux élections présidentielles. Le président Leonel Fernández qui a grandi à New-York a été le principal bénéficiaire de cette loi.

## Galerie de la vice-présidence
- Vice-président de la République dominicaine

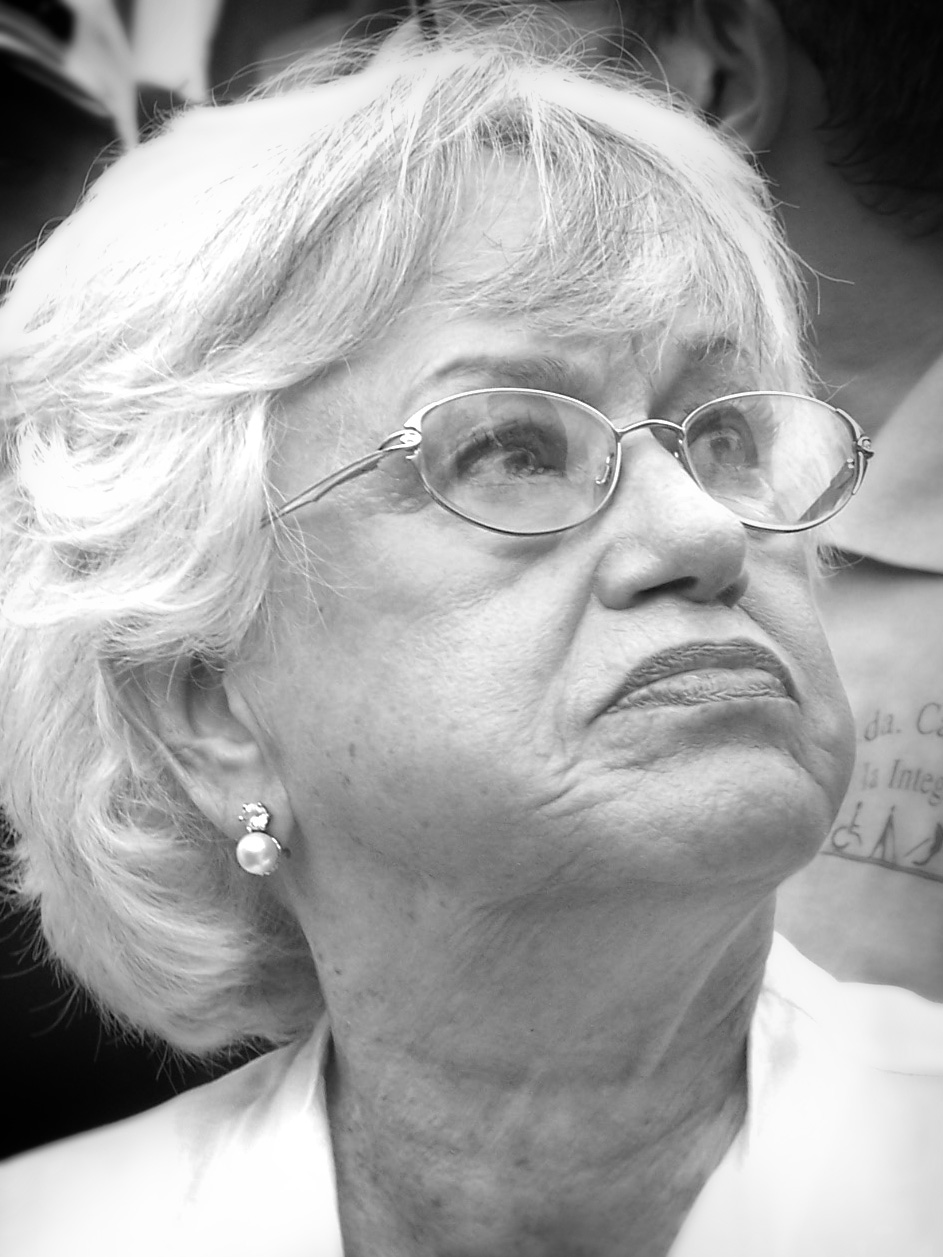
Milagros Ortiz Bosch 2000-2004
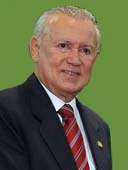
Rafael Alburquerque 2004-2012
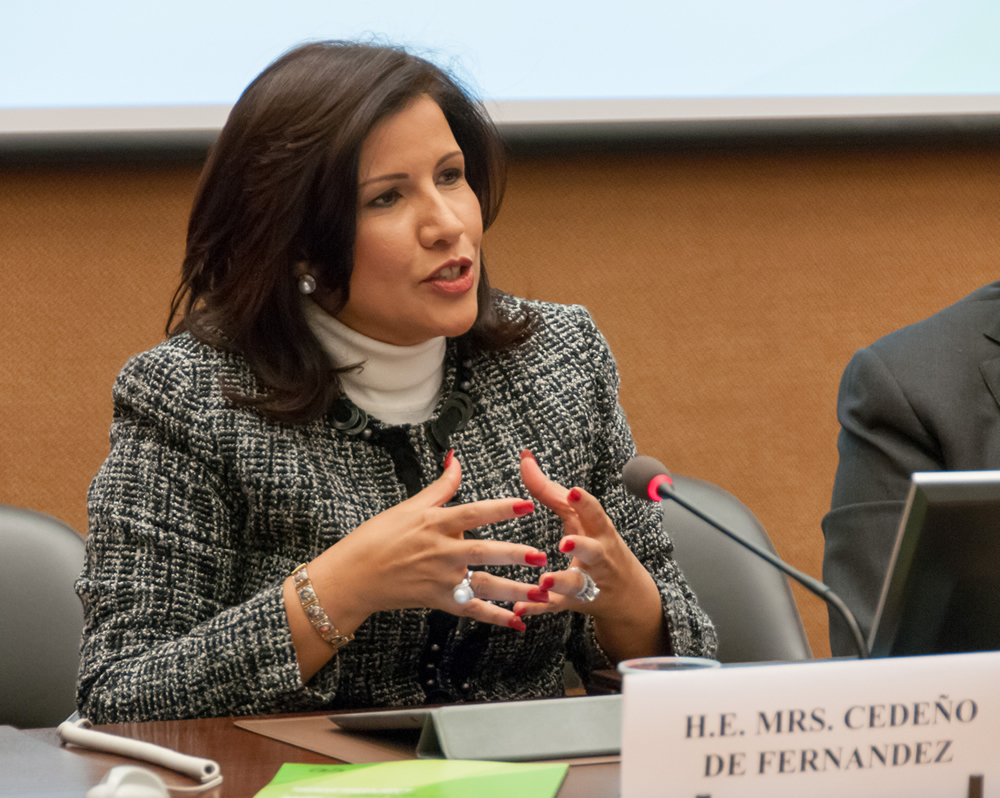
Margarita Cedeño de Fernández 2012-2020
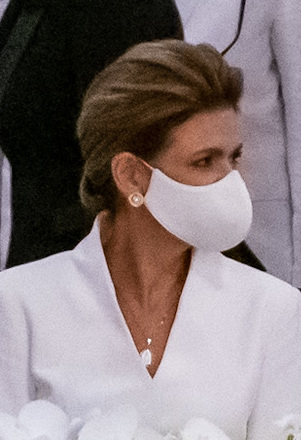
Rafael Alburquerque 2020-présent

#### Avant 1500
- Civilisations précolombiennes, arts précolombiens
- Arawaks, Taïnos, Ciboneys
- Cacique (chef), Caciquats d'Hispaniola, Anacaona

#### Période coloniale
- Colonisation espagnole de l'Amérique, Exclusif colonial, Vice-royauté des Indes, Empire espagnol
- Hispaniola (à partir de 1492), Noms de l'île de Saint-Domingue
- Bataille de la Vega Real (es) (1495)
- Massacre de Jaragua (es) (1503)
- Hatuey (1478-1512), Enriquillo (1498-1535)
- Capitainerie générale de Saint-Domingue (1535–1795, 1809–1821, 1861–1865)
- Esclavage en Haïti, Traite négrière à Bordeaux
- España Boba (1809-1821, capitainerie générale de Saint-Domingue)
- Nouvelle-Espagne (1535-1821)

#### Relations avec la colonie française et Haïti
- Saint-Domingue (colonie française) (1626-1804)
  - Premiers planteurs de Saint-Domingue
  - Histoire de l'organisation territoriale de Saint-Domingue
  - Liste des gouverneurs français de Saint-Domingue
  - Liste des intendants de l'île de Saint-Domingue
- Révolution cotonnière de Saint-Domingue (1766-1789)
- Révolution haïtienne (1791-1804)
- Colonisation française de Saint-Domingue, Era de Francia (1795-1809)
- Décret d'abolition de l'esclavage du 29 août 1793 (Saint-Domingue-Nord)
- Convention commerciale tripartite de 1799
- Expédition de Saint-Domingue (1802-1803)
- Réparation aux dégâts des pirates français (1803)
- Guerre de reconquête (1808-1809) (es)
- Acte de l'Indépendance de la République d'Haïti (1804)
- Histoire d'Haïti, République d’Haïti (1820-1849), Liste des chefs d'État haïtiens

#### République dominicaine indépendante
- Haïti espagnol (1821-1822)
- Fédération des Andes (es) (1826, projet, Simón Bolívar)
- Guerre d'indépendance dominicaine (1844-1856)
- Première république dominicaine (1844-1861) (es)
- Occupation espagnole de la République dominicaine (1861-1865) (es)
- Guerre de restauration (1863-1865)
- Guerre de Six Ans (1868-1874)
- Deuxième républicaine dominicaine (es) (1856-1916)
- Ulises Heureaux (es) (1845-1899, Lilis), président 1882-1884 et 1887-1899, banqueroute de 1897 (Las papeletas de Lilís)
- Guerre des Quiquises (es) (1911-1912), Desiderio Arias, Horacio Vásquez
- Histoire de l'Amérique latine pendant la Première Guerre mondiale
- Première occupation de la République dominicaine par les États-Unis (1916-1924)
- Troisième république dominicaine (es) (1924-1965)
- Rafael Trujillo (1891-1961)
- Massacre des Haïtiens de 1937
- Seconde occupation de la République dominicaine par les États-Unis (1965-1966)

#### République dominicaine à l'époque contemporaine
- Quatrième république dominicaine (es) (1966-présent)
- Liste des présidents de la République dominicaine
- Vice-président de la République dominicaine
- Politique en République dominicaine
- République dominicaine